# STS Sanok

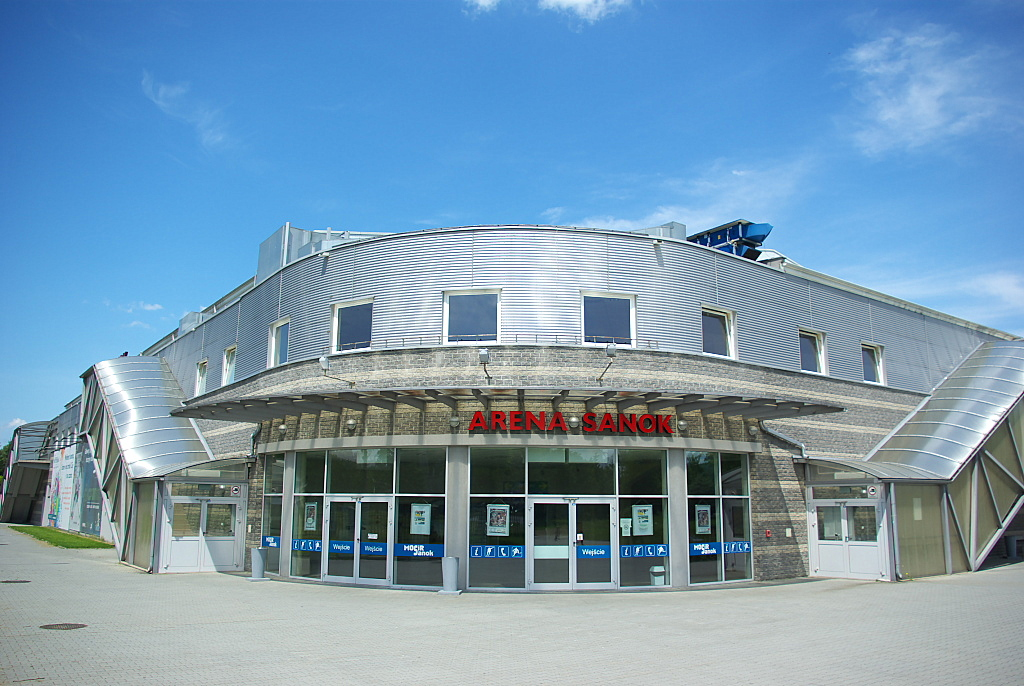
Arena Sanok (2012)

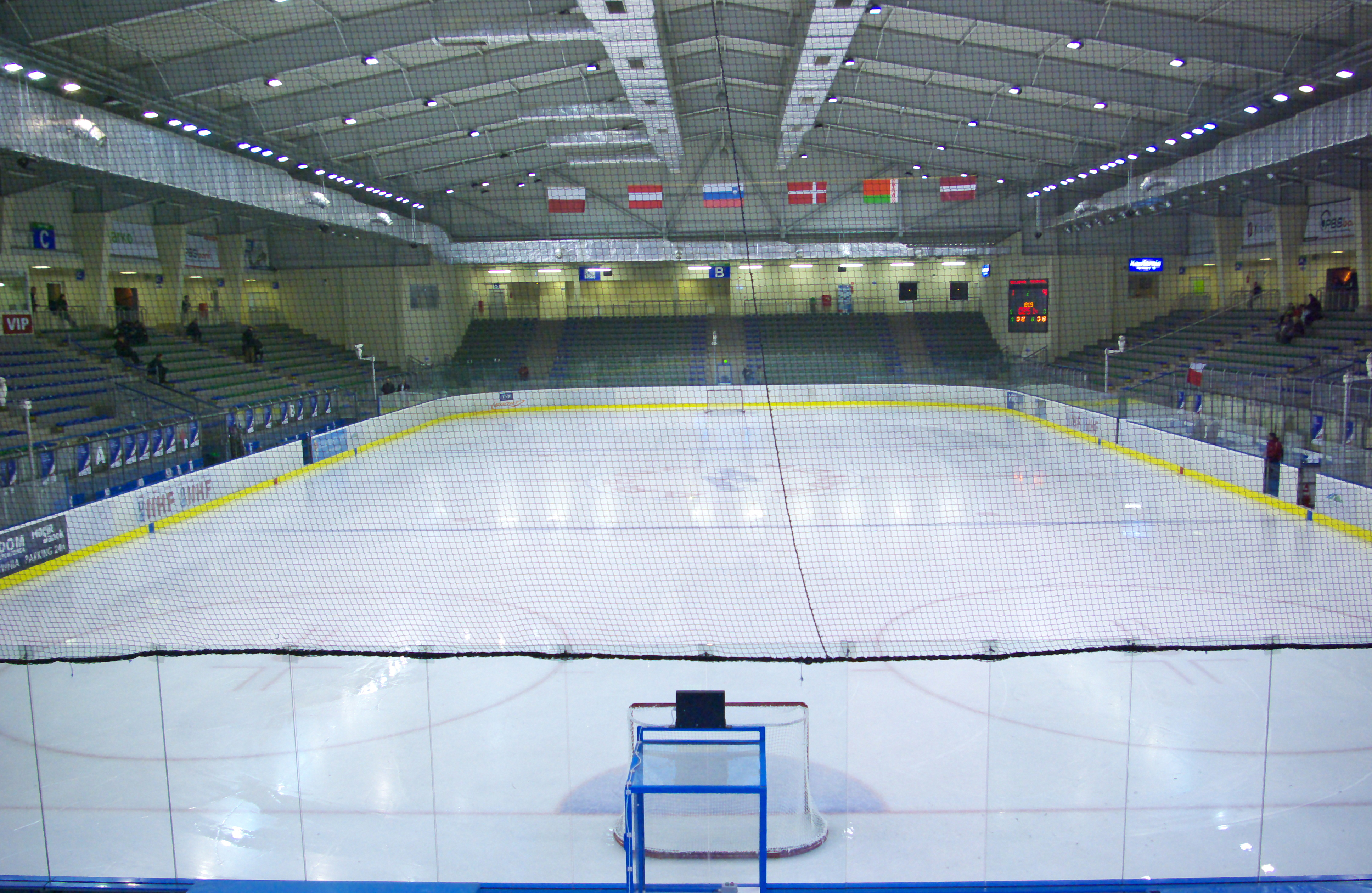
Arena Sanok (2013)

STS Sanok – polski klub hokeja na lodzie z siedzibą w Sanoku. Kontynuator tradycji sanockich drużyn hokejowych, działających w ramach klubów: Górnik Sanok oraz Sanoczanka Sanok, później jako sekcja ZKS Stal Sanok, przekształcona w STS Sanok, następnie jako SKH Sanok, KH Sanok, Ciarko PBS Bank KH Sanok, STS SA i STS Sanok Sp. z o.o. Dwukrotny triumfator mistrzostw Polski (2011/12, 2013/14) oraz dwukrotny zdobywca Pucharu Polski (2010, 2011).
Od 1965 r. do końca sezonu 2005/06 mecze w Sanoku rozgrywano na lodowisku Torsan, a od 2006 r. – w Arenie Sanok.

## Historia klubu

### Historyczne nazwy
- Robotniczy Klub Sportowy (RKS) Sanoczanka Sanok (1958–1960)
- Zakładowy Klub Sportowy (ZKS) Stal Sanok (1960–1991)
- Sanockie Towarzystwo Sportowe (STS) Sanok (1991–1999)
  - STS „Autosan” Sanok (1994–1999)
- Sanocki Klub Hokejowy (SKH) Sanok (1999–2001)
- Klub Hokejowy (KH) Sanok (2001–2011)
  - „Ciarko” KH Sanok (2008–2011)
- „Ciarko PBS Bank” Klub Hokejowy Sanok sp. z o.o. (2011–2015)
- Sanockie Towarzystwo Sportowe S.A. z siedzibą w Sanoku (2015–2016)
  - „Ciarko PBS Bank” STS Sanok (2015–2016)
- „Ciarko” KH 58 Sanok (2017–2020)
- STS Sanok sp. z o.o. z siedzibą w Sanoku (2020–2024)
  - „Ciarko” STS Sanok (2020–2022)
  - „Marma Ciarko” STS Sanok (2022–2024)
- Sportowy Sanok SA (2024–)
  - Texom STS Sanok (2024–)

### Początki
Hokej na lodzie pojawił się w Sanoku na początku lat 50. XX w. Uprawiano go w formie rekreacyjnej, najpierw w miejscu dawnego kortu tenisowego obok gmachu Towarzystwa Gimnastycznego „Sokół” przy ulicy Adama Mickiewicza, a pod koniec lat 50. kilkaset metrów poniżej, w miejscu obecnego hotelu „Dom Turysty”. W tym czasie decydujące były warunki atmosferyczne pozwalające na uprawianie tego sportu. Pod koniec 1952 r. sekcja Górnika Sanok finalizowała przygotowania do budowy lodowiska, ukończonego przed sezonem 1953/54. Od końca 1952 r. do 1953 r. lodowisko przy Domu Robotnika wybudowali członkowie koła Stali Sanok.

### STS Sanok (1991–1999)

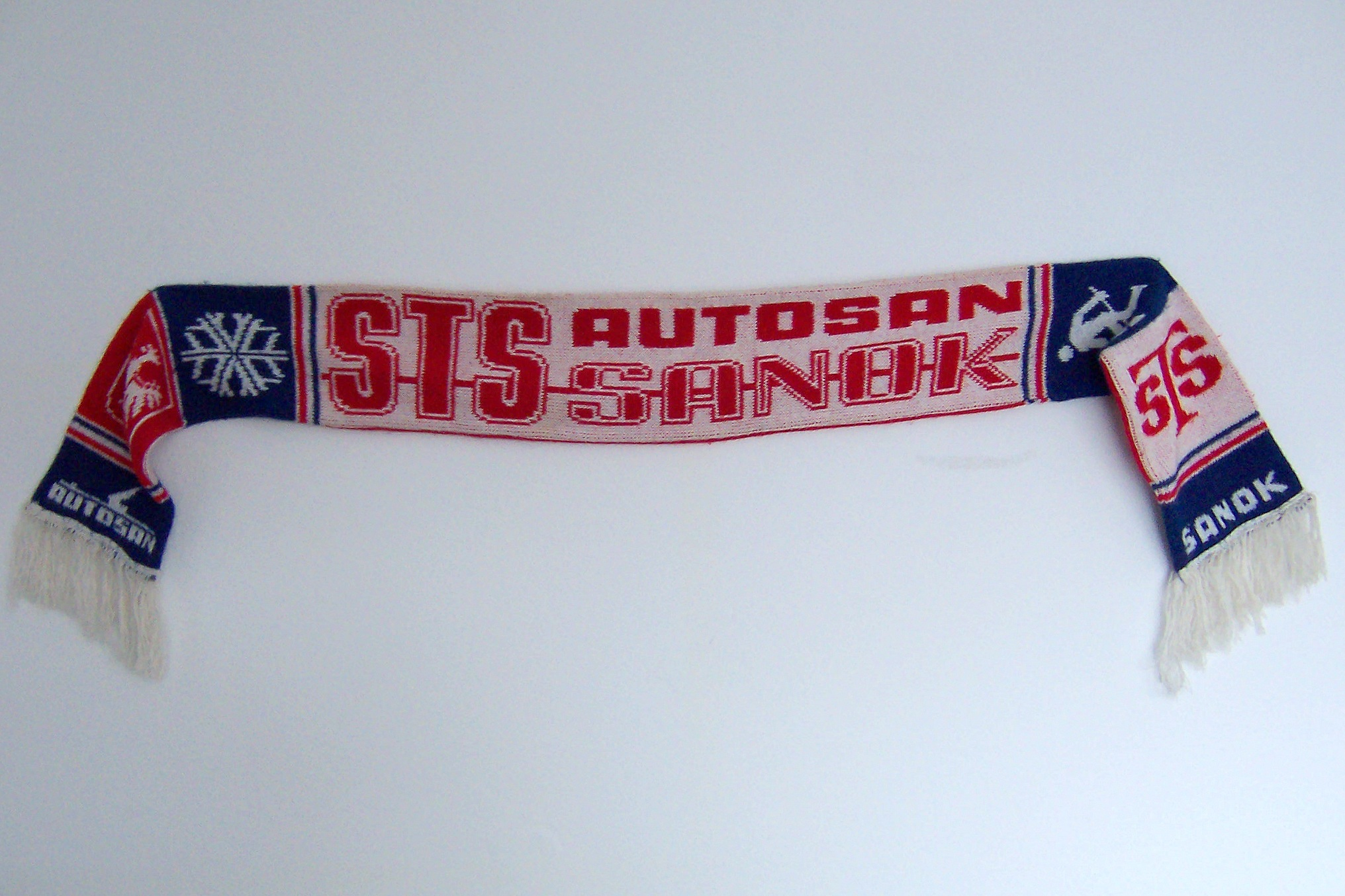
Szalik kibicowski STS Autosan Sanok z lat 90.

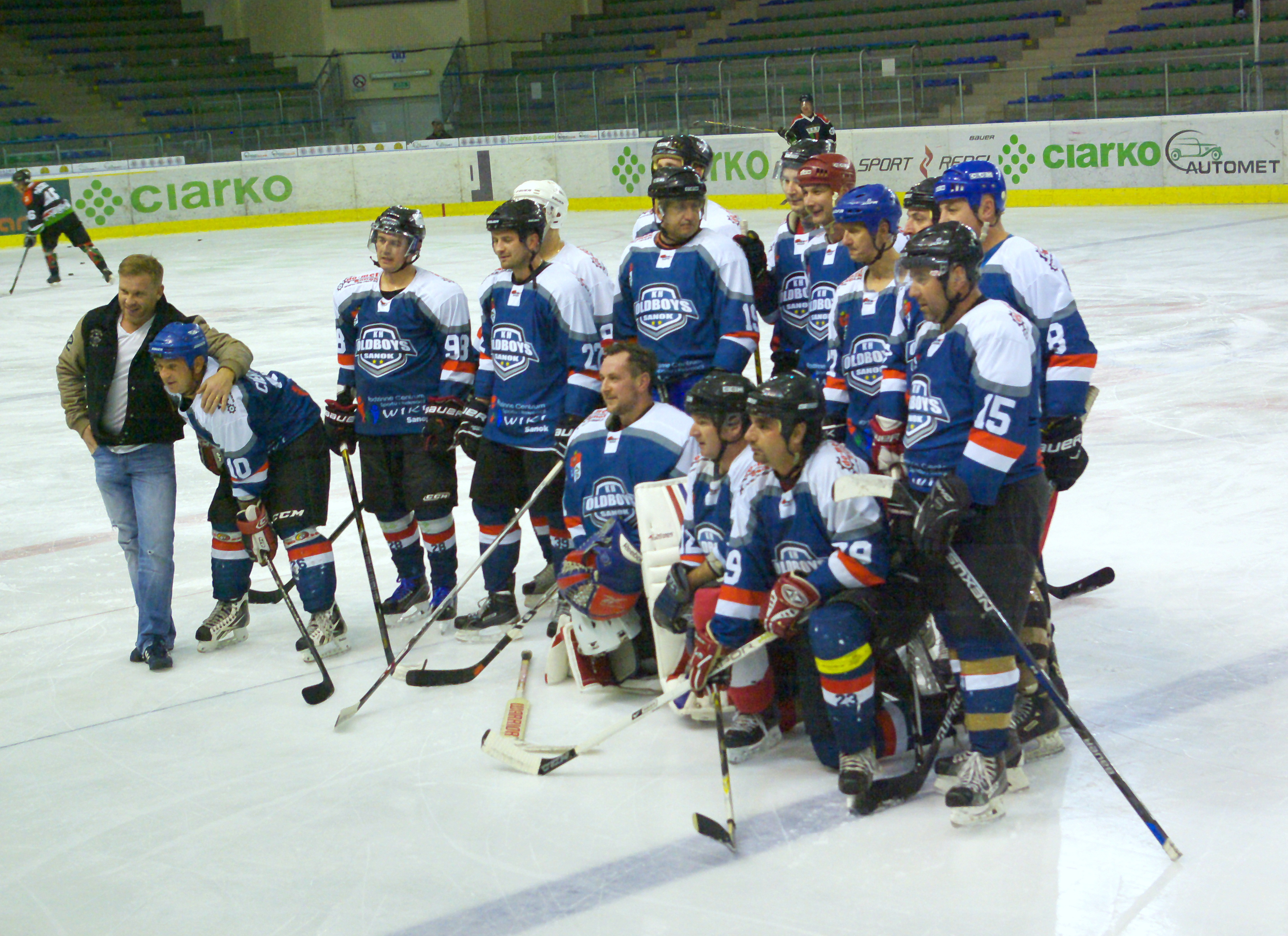
Zawodnicy KH Oldboys Sanok w 2016. Wśród nich byli hokeiści STS Sanok z lat 90.

Wiosną 1991 r. działacze ZKS Stal i grupa sanockich sympatyków hokeja porozumieli się w kwestii utworzenia samodzielnego klubu hokejowego. 26 marca 1991 odbyło się zebranie założycielskie nowego klubu o nazwie Sanockie Towarzystwo Sportowe (STS), podczas którego przyjęto jego statut i wybrano komitet założycielski. Decyzją 17/91 Urzędu Wojewódzkiego w Krośnie z 11 maja 1991 zarejestrowano podmiot, po czym 13 maja 1991 w świetlicy przy lodowisku Torsan odbyło pierwsze Walne Zebranie Wyborcze, podczas którego prezesem STS wybrano byłego bramkarza i trenera Stali, a następnie przedsiębiorcę, Jerzego Rożdżyńskiego. Zarząd klubu uzupełnili: Andrzej Demkowicz (wiceprezes, ojciec Tomasza Demkowicza), Grzegorz Kawczyński (sekretarz, syn Leszka Kawczyńskiego), Czesław Radwański i Leszek Behounek. Władze STS wystąpiły do Stali o nieodpłatne przekazanie sekcji wraz ze sprzętem, a do Autosanu – o wydzierżawienie lodowiska (zrealizowane za symboliczną kwotę 100 tys. zł. miesięcznie od 2 czerwca 1991). 30 kwietnia 1991 Walne Zebranie Sprawozdawczo-Wyborcze ZKS Stal podjęło uchwałę o przekazaniu sekcji hokejowej nowo utworzonemu klubowi wraz z zawodnikami, trenerami, majątkiem, sprzętem itd. Rozpoczęto organizację klubu. Za logo przyjęto herb miasta wraz z wpasowanymi w niego kijami hokejowymi i krążkiem, zaś za barwa przyjęto kolor czerwony, biały i niebieskie. Latem 1991 r. klub borykał się z kłopotami organizacyjnymi i finansowymi.
W sierpniu 1991 r. pracę w Sanoku rozpoczęli dwaj rosyjscy hokeiści: Władimir Mielenczuk i Walerij Usolcew (pierwszy z nich został grającym trenerem, a drugi grającym asystentem). Drużyna STS została przydzielona do Grupy Południowej II ligi, mając za rywali siedem zespołów, z których pięć stanowiło rezerwowe ekipy klubów I-ligowych. Drużyna sanocka przystąpiła do rywalizacji bez rozegrania sparingów. W inauguracyjnym meczu sezonu 1991/1992 rozegranym 12 października 1991 w Oświęcimiu STS pokonał Unię II 10:9 (Mielenczuk strzelił premierowego gola w historii drużyny oraz uzyskał hat trick). W trakcie sezonu wiceprezesem klubu został Bogusław Struś, jednym z trenerów młodzieży STS został sprowadzony z Mińska Giennadij Lenkowski, a do klubu pozyskani zostali z Podhala Nowy Targ zawodnicy Sławomir Trelka (ponownie), Marian Guzy i Zbigniew Niedośpiał, jednak mimo wygrywania wszystkich meczów bez wyjątku w grudniu 1991 wskutek problemów finansowych pojawiło się realne niebezpieczeństwo wycofania klubu z rozgrywek.
Podczas przerwy w rozgrywkach, w styczniu 1992 STS rozegrał udane spotkania sparingowe z zespołami I-ligowymi, pokonując dwukrotnie Cracovię 7:3 i 5:1, przegrywając z Podhalem 1:9 (w drużynie gości zagrał Siergiej Agiejkin, który tym samym był pierwszym mistrzem świata grającym w meczu na Torsanie) oraz zwyciężając i ulegając GKS Tychy 6:3 i 5:7. W rundzie zasadniczej STS wygrał wszystkie 12 meczów i zajął pierwsze miejsce w Grupie Południowej (bilans bramkowy 125:36; ponadto dwa mecze z MOSiR Sosnowiec zostały zweryfikowane jako walkower na korzyść sanoczan). W półfinale play-off II ligi STS czterokrotnie pokonał KTH: 8:4 i 2:1 na wyjeździe oraz 13:2 i 15:4 u siebie. W finale rozgrywek sanoczanie rywalizowali ze zwycięzcą Grupy Północnej, Stoczniowcem Gdańsk. W pierwszych dwóch meczach rozegranych 7 i 8 marca w Gdańsku dwukrotnie padł remis: 6:6 i 2:2. Dwa spotkania rewanżowe odbyły się 7 i 8 marca 1992 w Sanoku: w pierwszym meczu wygrali gdańszczanie 3:1, a decydujący czwarty pojedynek zakończył się zdecydowanym zwycięstwem STS wynikiem 9:0. Tym samym w pierwszym roku działalności klubu sanocki zespół STS zdobył mistrzostwo II ligi i uzyskując awans do I ligi, odnosząc ten sukces po raz drugi w historii sanockiego hokeja po 16 latach od 1976 roku. W mistrzowskim sezonie 1991/1992 w składzie STS Sanok występowali: Władimir Mielenczuk (grający I trener), Walerij Usolcew (grający asystent trenera), Jerzy Bocoń, Piotr Drwięga, Sławomir Trelka, Witold Bańkosz (bramkarze), Zygmunt Wójcik (kapitan), Arkadiusz Burnat, Piotr Lisowski, Zbigniew Niedośpiał, Dariusz Oberc, Wojciech Zubik, Andrzej Ryniak, Jan Ryniak, Adam Milczanowski, Marian Guzy, Czesław Radwański, Piotr Milan, Grzegorz Mermer, Jacek Jakubaszek, Robert Brejta, Dariusz Brejta, Maciej Bar, Mieczysław Żądło.
Pod koniec lipca 1992 r. drużyna przebywała na zgrupowaniu w białoruskim Grodnie, w tym czasie zespół wzmocnił bramkarz tamtejszego klubu Leonid Fatikow. W premierowym sezonie 1992/1993 zainaugurowanym 8 września STS Sanok był rewelacją rozgrywek, w trakcie sezonu pokonał m.in. aktualnego wicemistrza Polski Naprzód Janów i mistrza Podhale Nowy Targ. W meczu kończącym sezon regularny sanoczanie pokonali Tysovię Tychy 2:1, zajęli szóste i trafili do „grupy silniejszej” w drugim etapie rozgrywek (najskuteczniejszym zawodnikiem był wówczas Adam Milczanowski – 14 punktów w 18 meczach). W trakcie sezonu, 20 listopada 1992 drużyna STS rozegrała mecz z zespołem „Russian Stars”, złożonym z byłych gwiazd reprezentacji ZSRR, który sensacyjnie wygrała 5:4 (trzy gole zdobył wówczas Adrian Krzysztofik, a dwa Grzegorz Mermer; Rosjanie podczas tournée po Polsce wygrali wcześniej mecze z drużynami w Toruniu, Oświęcimiu i w Nowym Targu – w składzie gości wystąpili m.in. Aleksandr Malcew, Siergiej Babinow, Jurij Lebiediew, Władimir Siemjonow). W dalszym trakcie sezonu, w „grupie silniejszej” STS uzyskał piąte miejsce, zaś w fazie play-off uległ Naprzodowi 0:2 w dwumeczu (2:4 i 1:2 w spotkaniach) i ostatecznie został sklasyfikowany na piątym miejscu. Najskuteczniejszym zawodnikiem w całej edycji byli Jacek Kubowicz (30 punktów, w tym 21 goli) i Walerij Usolcew (30 punktów, w tym 11 asyst). W marcu 1993 z uwagi na rosnące problemy finansowe klubu powołany został Społeczny Komitet Ratowania Sanockiego Hokeja, który założyli byli hokeiści Franciszek Rekucki i Kazimierz Mrugała. W tym czasie nastąpiła przebudowa składu drużyny (odeszli m.in. Fatikow, Usolcew, Kubowicz). Po zakończeniu sezonu wynikło spore zadłużenie klubu, pod koniec czerwca rezygnację z funkcji prezesa złożył Jerzy Rożdżyński, a jego następcą został Andrzej Demkowicz.

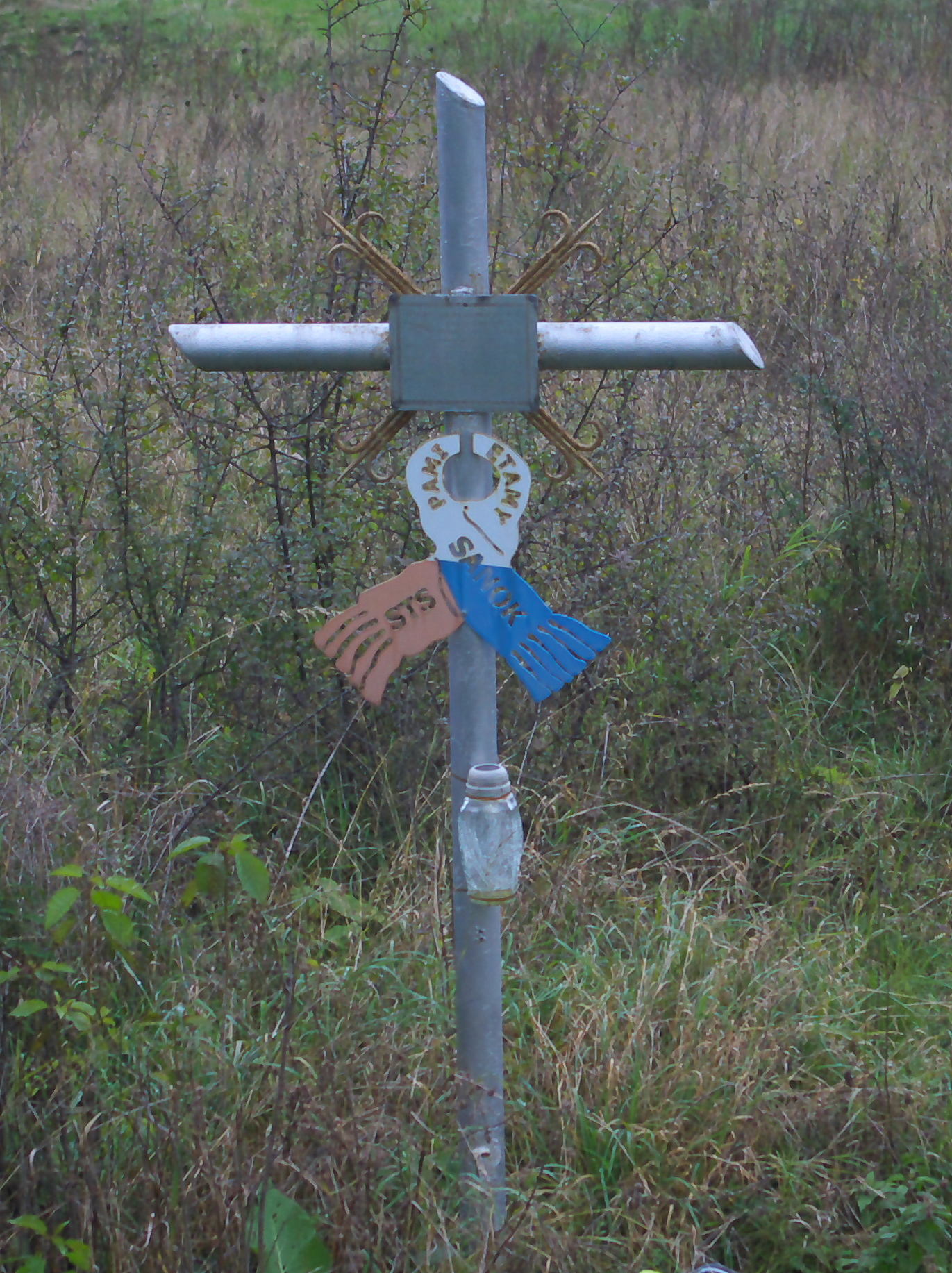
Krzyż przydrożny w miejscu wypadku z 23 stycznia 1995 z Gniewoszówce

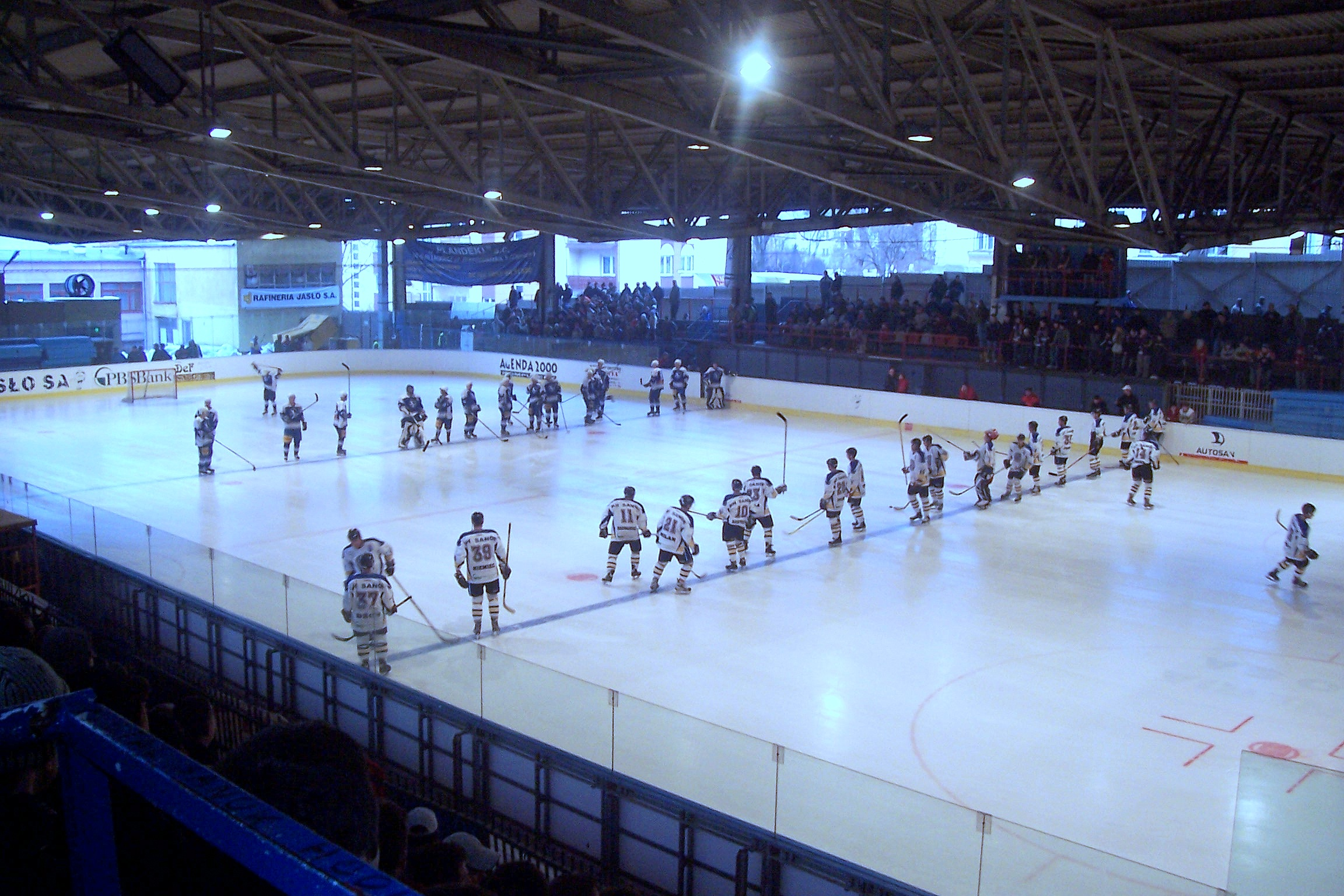
Torsan – lodowisko klubu w latach 1965–2006

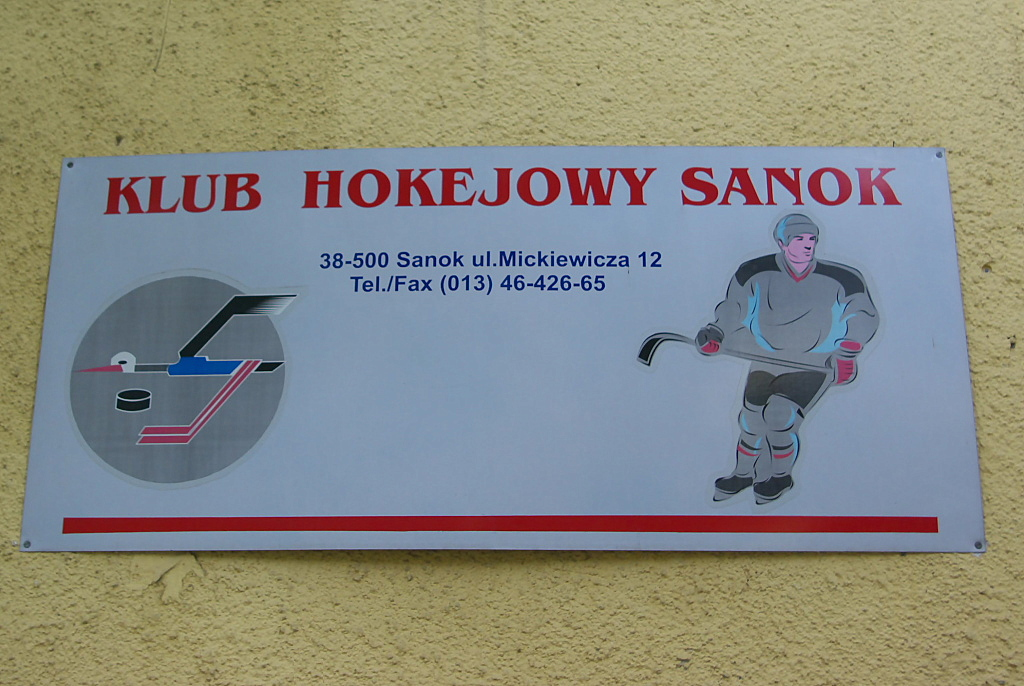
Tabliczka informacyjna KH Sanok na byłej siedzibie klubu przy ulicy A. Mickiewicza 12

Dwa kolejne sezony nie były już jednak tak udane, choć drużyna nadal była ważną siłą w lidze. W edycji ligi 1993/1994 asystentem trenera Władimira Mielenczuka został Czesław Radwański, który uprzednio zakończył karierę zawodniczą (z zespołu odszedł zaś m.in. Walery Usolcew i najskuteczniejszy zawodnik, Jacek Kubowicz). W sezonie 1993/1994 po I rundzie drużyna zajmowała szóste miejsce, następnie grupę 5–10 ukończyła na siódmej pozycji, awansując do fazy play-off. W 1/4 finału STS stawił duży opór ówczesnym wicemistrzom Polski, Unii Oświęcim w stosunku 2:3 (w meczach 1:4, 5:4, 2:8, 5:4, 3:5). Ostatecznie STS uplasowało się na siódmym miejscu w klasyfikacji końcowej sezonu. W sezonie 1993/1994 II ligi uczestniczyła drużyna rezerwowa STS II Sanok. Na początku 1994 klub otrzymał dotację 280 mln zł. od Urzędu Miasta Sanoka na opłacenie prądu i obsługę lodowiska.
W trakcie przygotowań do nowego sezonu pojawiły się kłopoty finansowe klubu. Wskutek tego skład zespołu opuściło wielu zawodników, w tym obcokrajowcy. W połowie 1994 zawodnik STS Tomasz Rysz został jedynym hokeistą STS, przyjętym do historycznie pierwszego rocznika NLO SMS PZHL Sosnowiec. We wrześniu 1994, na starcie nowego sezonu 1994/1995 firma Autosan została sponsorem tytularnym klubu (kwota przekazywana przez przedsiębiorstwo miała pokrywać ok. 1/3 kosztów utrzymania klubu). Drużyna występowała odtąd pod nazwą STS „Autosan” Sanok.
W trakcie rozgrywek drużynę z Sanoka dotknęła tragedia – 23 stycznia 1995 nad ranem ok. godz. 3 autobus, którym hokeiści wracali z meczu w Sosnowcu uległ wypadkowi w miejscowości Gniewoszówka koło Beska, w wyniku którego zginęli trzej pasażerowie, w tym jeden hokeista: Piotr Milan, osiem osób odniosło obrażenia. Pod znakiem zapytania stanęły dalsze występy ligowe drużyny, której zawodnicy odnieśli obrażenia w wypadku. Drużyna rozegrała kolejny mecz 31 stycznia 1995 pokonując zespół Stoczniowca Gdańsk 14:0. STS nie zakwalifikował się do fazy play-off i walczyła w rywalizacji o utrzymanie, ostatecznie ukończąc rozgrywki na dziewiątym miejscu (42 punkty w 21 meczach, w tym 5 walkowerem, gole: 165–127).
18 lipca 1995 został wybrany nowy zarząd klubu STS i prezes, którym został Bogdan Terlecki, z zawodu sędzia. W sezonie 1995/1996 zespół prowadzony przez zatrudnionego rosyjskiego trenera Władimira Katajewa świetnie rozpoczął rozgrywki. Pierwszy etap w grupie A zakończył na drugim miejscu, potem było już gorzej – w grupie 1–6 drużyna zajęła 5. miejsce. W I rundzie play-off sanoczanie zmierzyli się z TTH Metron Toruń i ulegli w stosunku 0:2 (w meczach 2:5, 4:5). Ostatecznie STS zajął 5. miejsce w klasyfikacji końcowej. W pierwszej połowie lat 90. klub STS przyłączył się do akcji charytatywnej pod nazwą „Podaruj Dzieciom Brata Słońce”, organizowanej przez zakonników franciszkańskich w Sanoku z Parafii Podwyższenia Krzyża Świętego, a w ramach tego dzieła w dniach 16–17 marca 1996 odbył się I Międzynarodowy Turniej Hokeja na Lodzie – Hokeiści Dzieciom.
W sezonie 1996/1997 klub po dokonaniu znaczących wzmocnień zakończył I rundę na wysokim czwartym miejscu. W ćwierćfinale rozgrywek drużyna spotkała się z TTH Toruń – rywalizacja tych drużyn była jednocześnie rewanżem za poprzedni sezon. W Sanoku STS wygrał pewnie 10:4, jednak w rewanżu równie zdecydowanie zwycięstwo odnieśli torunianie, zatem decydujący był trzeci mecz. 1 marca 1997 sanoczanie wygrali spotkanie 4:2 a całą rywalizację 2:1. Tym samym odnieśli historyczny sukces, po raz pierwszy awansując do najlepszej czwórki w kraju. W półfinale STS zmierzył się z Podhalem Nowy Targ, ulegając w stosunku 2:3 (w meczach 3:4, 4:3k., 5:3, 1:5, 7:2). Następnie w walce o brązowy medal zespół przegrał z ekipą KKH Katowice 1:3 (1:5, 4:2, 1:2 k., 0:3).
W kolejnym sezonie 1997/1998 hokeiści z Sanoka początkowo wygrali grupę C, a następnie zajęli wysokie trzecie miejsce w II fazie (grupa 1–6). Jednakże następnie w I rundzie fazy play-off ulegli niżej notowanemu Stoczniowcowi w stosunku 1:3 (w meczach 2:4, 5:3, 2:3, 2:3 k.) i ostatecznie zakończyli sezon na szóstej pozycji. Po trzech sezonach odszedł trener Katajew, zaś do grona sponsorów dołączyła firma Beef-San. Od lipca 1998 trenerem STS był Rosjanin Boris Sinicyn. Po niepomyślnym starcie drużyny w edycji ligi 1998/1999 w listopadzie 1998 zwolniono rosyjskiego trenera, a obowiązki powierzono byłemu zawodnikowi STS, Zygmuntowi Wójcikowi. W związku z problemami finansowymi, drużyna z trudem obroniła się przed spadkiem. W fazie play-off przegrała wszystkie mecze, ulegając najpierw Unii Oświęcim w meczach 0:3 (0:7, 4:5, 3:13), następnie w meczach o miejsca 5–8 drużynie SMS Warszawa 0:3 (2:9, 0:10, 5:5) i w rywalizacji o 7. miejsce zespołowi TTS Tychy dwukrotnie: 6:8 oraz 3:14 (w ośmiu pucharowych spotkaniach strzeliła 16, a straciła 68 goli), w związku z czym zakończyła sezon na ósmym miejscu. Był to ostatni sezon występów sanockiego klubu pod nazwą STS. Wobec zadłużenia klubu sięgającego ponad 1,8 mln zł. na walnym zgromadzenie członków STS podjęto uchwałę o likwidacji klubu, jednocześnie przekazując zawodników i majątek do utworzonego 1,5 roku wcześniej Sanockiego Klubu Hokejowego.
Środowisko sympatyków hokeja na lodzie w Sanoku zyskało miano „Sanockiej Republiki Hokejowej”.

### SKH Sanok

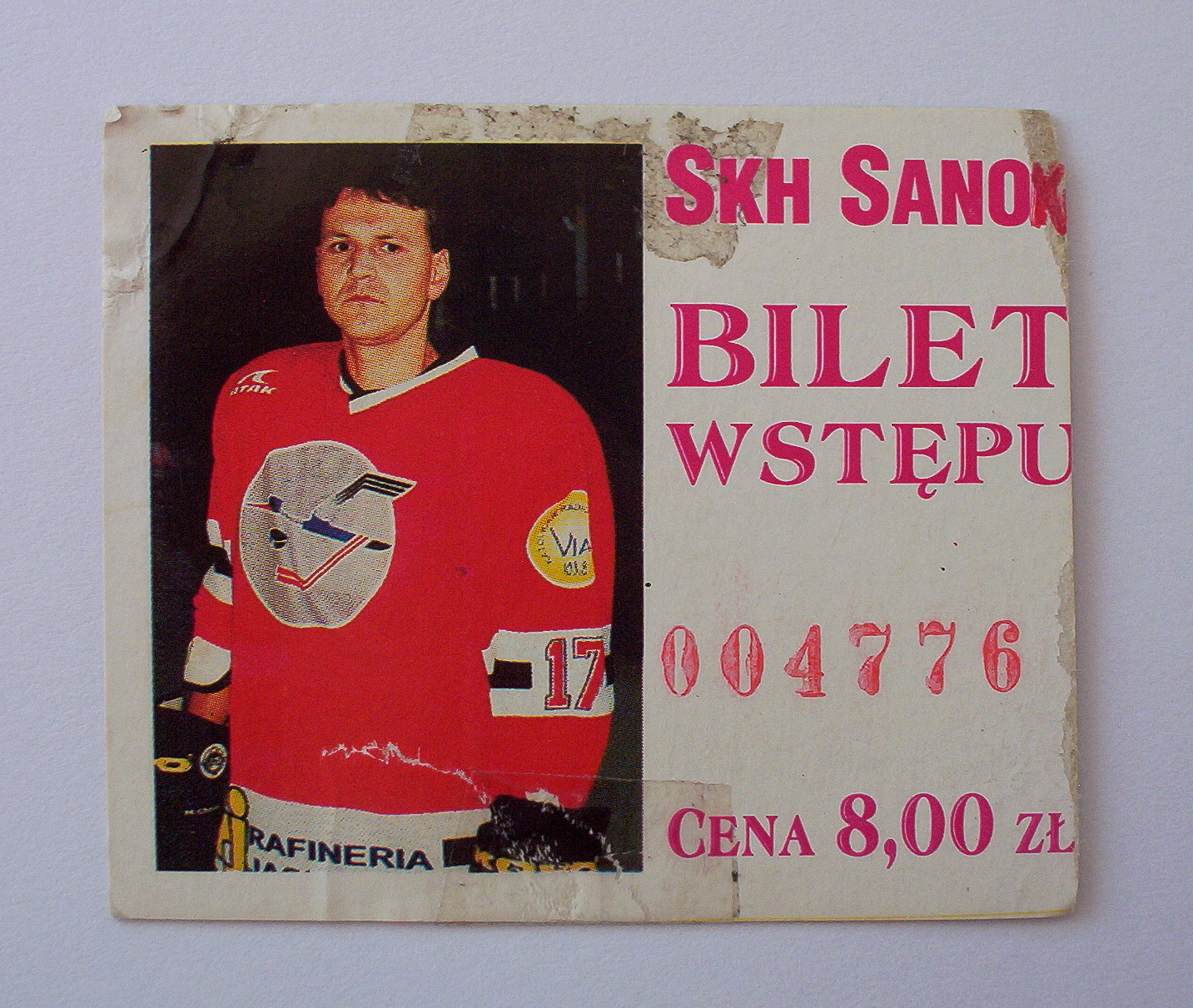
Bilet na mecz SKH Sanok

17 maja 1999 odbyło się inauguracyjne, walne zebranie Sanockiego Klubu Hokejowego (klub powstał w 1997 r., a sekcja hokejowa w jego ramach w 1999), sukcesora STS, podczas którego wybrano władze klubu. Od lipca 1999 pierwszym trenerem drużyny był Wincenty Kawa, a jego asystentem Tadeusz Garb. W sezonie 1999/2000 zespół powtórzył sukces z sezonu 1996/1997, rywalizując o brązowy medal i zajmując ostatecznie czwarte miejsce. W fazie play-off wyeliminował drużynę GKS Tychy 3:1 (w meczach 1:4, 4:3, 4:3 k., 4:1). W półfinale SKH uległ zespołowi Dwory Unii Oświęcim 0:3 (w meczach 3:5, 2:5, 2:3). Następnie sanocka drużyna ponownie zmagała się z oświęcimianami w ramach edycji reaktywowanego Pucharu Polski 2000, ulegając 0:2 w dwumeczu (u siebie 4:7, 4:8 na wyjeździe). Po powrocie do rywalizacji ligowej w walce o brązowy medal SKH Sanok przegrał z ekipą PZU S. A. KTH Krynica w stosunku 1:3 (w meczach 0:3, 6:5, 1:5, 2:3 d.). Drużyna sanocka była zaskoczeniem tej edycji ligi, a ponadto trener W. Kawa był jedynym polskim szkoleniowcem w tym sezonie. W czerwcu 2000, jako następca trenera Kawy, został zaangażowany Słowak Jozef Čontofalský. Ponadto z klubu odszedł dyrektor Grzegorz Kawczyński, a kierownikiem został mianowany Grzegorz Michalewski, związany z klubem jako sprawozdawca meczów drużyny w Radio Via. Już na początku nowego sezonu 2000/2001 z powodu problemów z uregulowaniem wynagrodzeń w październiku 2000 z zespołu odeszli Juryj Czuch, Andriej Dołgow, Jerzy Sobera oraz trener Čontofalský, natomiast powrócił do składu Tomasz Wawrzkiewicz, który w międzyczasie próbował gry w Stanach Zjednoczonych. W listopadzie 2000 nowym trenerem został Milan Skokan, pracujący już wcześniej w Sanoku przed 20 laty. Wkrótce potem od 2 stycznia 2001 jego następcą został także Słowak Marián Brusil. Sanoczanie zajęli ósme miejsce w sezonie zasadniczym, po czym w I rundzie play-off ulegli Unii Oświęcim 0:3 (w meczach 1:4, 0:8, 3:9), następnie o miejsce 5–8 ulegli z KTH Krynica 2:3 (w meczach 3:7, 4:5 d., 4:2, 3:4 d., 1:8), po czym zostali przydzieleni do rywalizacji o 7. miejsce ze Stoczniowcem Gdańsk. Osłabiona kontuzjami i chorobami drużyna SKH nie stawiła się na pierwszym meczu wyjazdowym, w drugim spotkaniu w Sanoku przegrała 5:6, po czym zawodnicy zrezygnowali z trzeciego meczu w Gdańsku, zaś mecze nr 1 i 3 zostały zweryfikowane jako walkower. Tym samym zespół SKH został zdegradowany i opuścił ekstraligę po dziewięciu sezonach występów. W sezonie 2000/2001 drużyna żaków SKH, prowadzona przez trenera Jerzego Hućkę, zdobyła brązowy medal mistrzostw Polski, tym samym uzyskując pierwszy medal w historii sanockiego hokeja. Po sezonie w maju 2001 ze stanowiska prezesa zarządu SKH zrezygnował Andrzej Wilk. W sierpniu 2001 na walnym zebraniu klubu SKH zostały wyłonione nowe władze, w których prezesem został Jan Długosz. Przed nowym sezonem, z uwagi na wysokie koszty utrzymania Torsanu, pojawiło się zagrożenie nieprzystąpieniem drużyny do rozgrywek, co jednak przezwyciężono, jednak zespół SKH – pod kierunkiem Tadeusza Garba – został zgłoszony do ligi w mocno osłabionym składzie bez czołowych graczy. W trakcie sezonu I ligi 2001/2002 trenera Garba zastąpił Czesław Radwański, a kierowany przez niego zespół zajął piąte miejsce w rundzie zasadniczej, a następnie w półfinale uległ liderowi, TKH Toruń 0:3 (w meczach 4:7, 3:6, 4:10), po czym w rywalizacji o trzecie miejsce przegrał Orlikiem Opole 1:2 (w meczach 3:7, 9:3, 5:9), zajmując ostatecznie czwarte miejsce w sezonie, ostatnie wśród seniorskich uczestników I ligi (ponadto w sezonie grały trzy ekipy juniorskie). Jeszcze podczas trwającego sezonu w marcu zrezygnował prezes SKH Jan Długosz, a w kwietniu 2002 prezesem SKH został Tadeusz Kruczkiewicz. Na walnym zebraniu klubu 28 czerwca 2002 SKH został zlikwidowany, a w jego miejsce zainicjowano powołanie nowego tworu pod nazwą Klub Hokejowy Sanok. Pod koniec XX wieku spikerem przedmeczowym Stali, STS i SKH był Marian Struś, redaktor prasowy związany z Sanokiem.

### KH Sanok

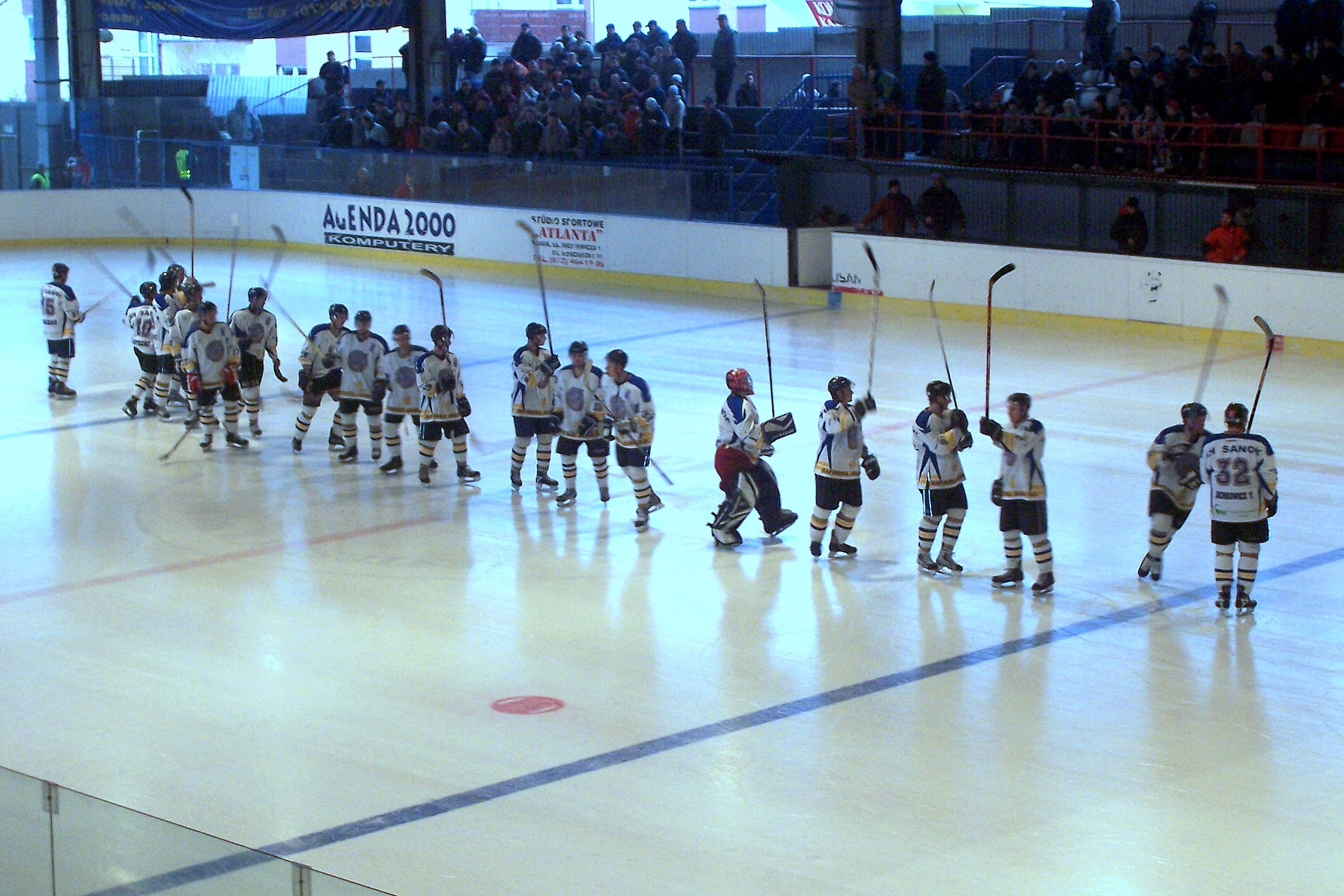
Hokeiści klubu przed ostatnim meczem na Torsanie (21.03.2006)

Klub Hokejowy Sanok został wpisany jako stowarzyszenie do Krajowego Rejestru Sądowego 13 sierpnia 2002 (w komitecie założycielskim byli m.in. hokeiści Czesław i Maciej Radwańscy oraz Maciej Mermer; prezesem zarządu został Tadeusz Kruczkiewicz). Trenerem zespołu KH pozostawał Cz. Radwański, pod kierunkiem którego drużyna KH Sanok przystąpiła do edycji I ligi 2002/2003. Pełniącym obowiązki prezesa KH Sanok został wcześniejszy sternik SKH, Tadeusz Kruczkiewicz, we wrześniu 2002 wybrany etatowym prezesem. Od listopada 2002 prezesem był Bogusław Wolanin. 28 grudnia 2002 zorganizowano mecz pokazowy oo charakterze charytatywnym, w którym zespół „Gwiazd Sanockiego Hokeja” pokonał aktualną drużynę KH Sanok 7:6. W lidze zespół zając trzecie miejsce w sezonie zasadniczym. W fazie play-off pokonał zajmującą drugie miejsce Cracovię w stosunku 3:0 (w meczach 5:2, 3:1 i w ostatnim meczu zakończonym wynikiem 1:1 w rzutach karnych 2:1). W finale drużyna uległa Orlikowi Opole 1:3 (w meczach 1:5, 0:5, 3:5, 1:3). 14 sierpnia 2003 tragiczną śmierć poniósł zawodnik drużyny, Grzegorz Pastuszak. W edycji 2003/2004 drużyna zajęła pierwsze miejsce w sezonie zasadniczym, jednak przegrała finał play-off z Cracovią 0:3 (w spotkaniach 3:4, 3:4, 3:3 – k. 1:2). W związku z wycofaniem się z ligi drużyny Orlika Opole z edycji Polskiej Ligi Hokejowej 2004/2005, w dniu jej startu 10 września 2004 został zorganizowany baraż na neutralnym lodowisku w Oświęcimiu o wakujące miejsce, w którym KH Sanok (jako finalista minionego sezonu I ligi) zmierzył się ze spadkowiczem z poprzedniego sezonu PLH, KTH Krynica i rozstrzygnął tę rywalizację na swoją korzyść wygrywając w meczu 7:4. Tym samym sanocki zespół po czterech latach absencji ponownie przystąpiła do rozgrywek w ekstralidze oraz trzeci raz w historii uzyskała awans do ekstraklasy. Do sezonu PLH klub zgłosił 41 zawodników. W sezonie ekipa z Sanoka przegrywała większość meczów w sporych rozmiarach jak np. domowe spotkanie z mistrzem Polski, Unią Oświęcim 1:20 (z drugiej strony inne spotkanie z tym zespołem sanoczanie przegrali tylko 3:4). Po rundzie zasadniczej sezonu 2004/2005 zespół zajmował siódme miejsce, a po meczach o miejsca 5–8 drużyna zagrała o utrzymanie z GKS Katowice. W Sanoku gospodarze przegrali pierwszy mecz 4:2, następnie ulegli także w Katowicach 3:2, w rezultacie przegrywali już 2:0 w serii i spadek stawał się coraz bardziej prawdopodobny. Trzeci mecz Sanok wygrał 2:0, a czwarte spotkanie w Katowicach KH wygrał 4:2 i o losach rywalizacji miał zdecydować ostatni mecz w Sanoku. Do ostatecznego rozstrzygnięcia spotkania oraz całej serii potrzebna była dogrywka. W 63. minucie decydujący o wyniku strzał oddał Maciej Mermer – tym samym drużyna KH Sanok utrzymała się w ekstralidze.

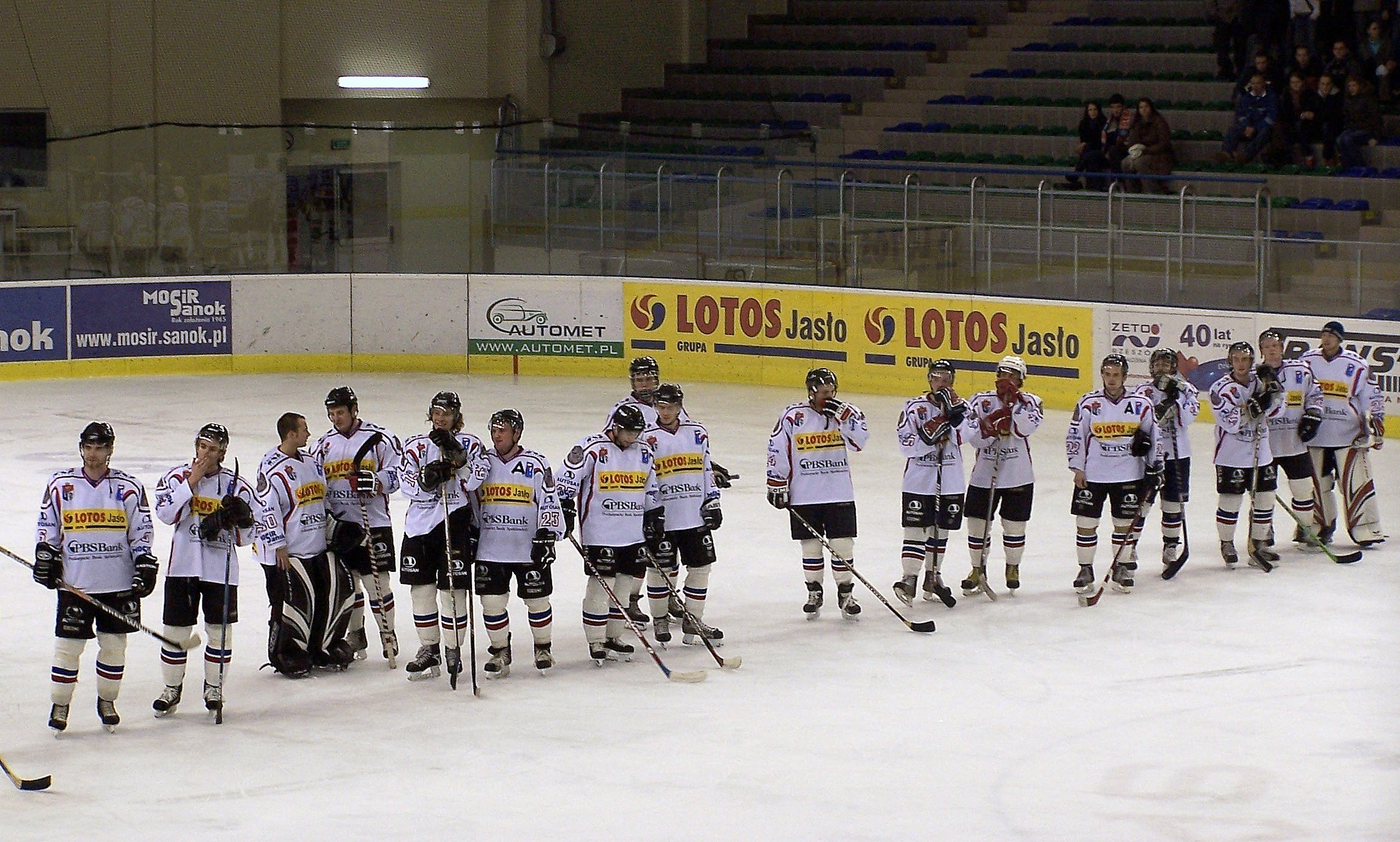
Drużyna KH Sanok w nowej hali Arena Sanok (29.12.2006)

W sezonie 2005/2006 zespół prowadzony przez Adama Worwę ponownie grał o utrzymanie, tym razem ze Stoczniowcem Gdańsk, przegrywając rywalizację play-out w meczach 2:3. Czwarty mecz tej rywalizacji, który odbył się 21 marca 2006, był jednocześnie ostatnim oficjalnym meczem rozegranym na obiekcie Torsan. Mimo formalnej degradacji hokej na lodzie w Sanoku pozostał na poziomie ekstraligowym, jako że Polska Liga Hokejowa (PLH) została rozszerzona do 10 zespołów, w związku z czym sanoczanie powiększyli grono drużyn w ekstraklasie.

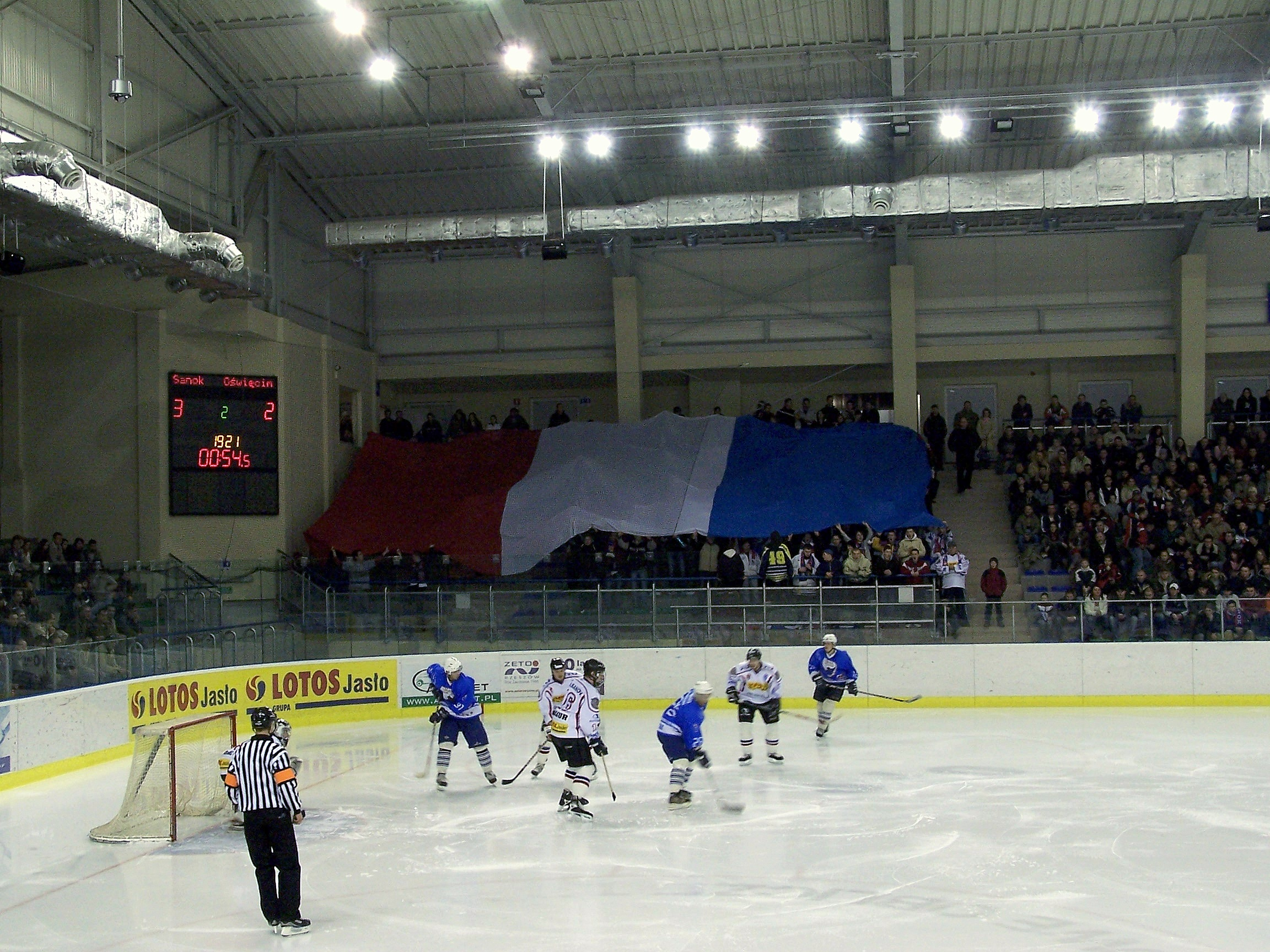
Kibice KH Sanok (2007)

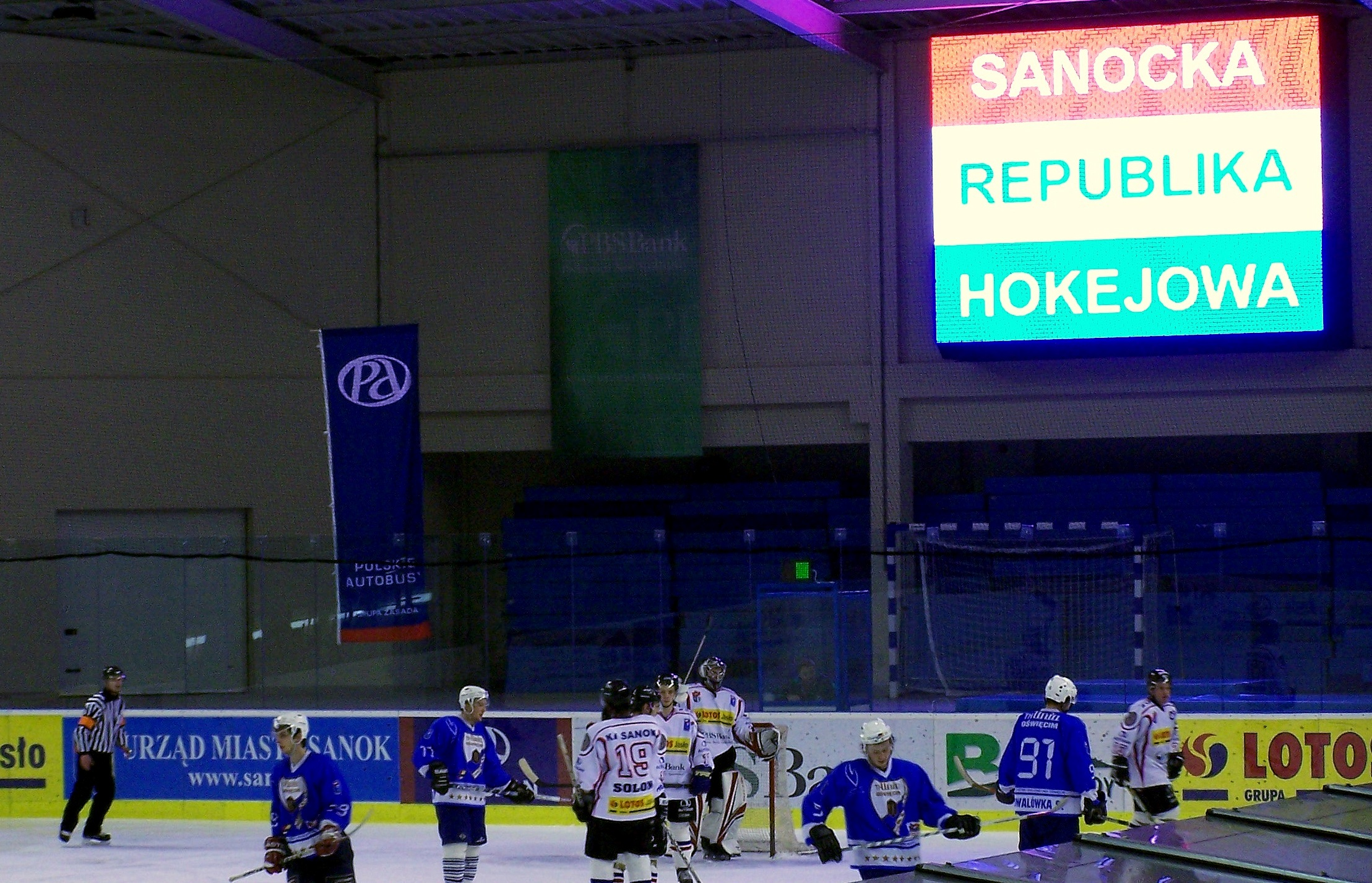
Mecz KH Sanok – Unia Oświęcim (16.01.2007)

Przed nowym sezonem 2006/2007 otwarta została nowa hala, Arena Sanok, która zastąpiła wysłużony obiekt Torsan. W maju 2006 trenerem drużyny został Andrzej Słowakiewicz z Nowego Targu. W tym samym roku kapelanem zespołu został mianowany duchowny franciszkanin z sanockiego klasztoru, a jednocześnie były bramkarz hokejowy Podhala Nowy Targ, o. Piotr Marszałkiewicz OFMConv. W lipcu 2006 podpisano umowę sponsorską z firmę Lotos Jasło, a w sierpniu z Podkarpackim Bankiem Spółdzielczym. W sezonie 2006/2007 KH Sanok również nie potrafił nawiązać walki z najlepszymi i na jego koniec znów zmuszony był do walki o utrzymanie, tym razem z drużyną KTH Krynica, która w sezonie zasadniczym prezentowała się o wiele lepiej od sanoczan i była faworytem fazy play-out. W pierwszym meczu do rozstrzygnięcia konieczne były rzuty karne. Po ośmiu kolejkach nie padły bramki i wynik brzmiał 0:0. W dziewiątej serii Maciej Mermer trafił do siatki i dał wygraną sanoczanom. Mecze nr 2 i 3 odbyły się w Sanoku i zakończyły się pewnymi zwycięstwami KH odpowiednio 5:0 i 5:3. Prowadząc w rywalizacji z KTH 3:0, drużyna udała się na czwarty mecz do Krynicy, licząc na zakończenie serii. Kibice z Sanoka przybyli do zdrojowego miasta w liczbie szacowanej na ponad 500 osób (co stanowi najliczniejszy udział sanockich sympatyków w meczu wyjazdowym). Mecz zakończył się jednak zwycięstwem kryniczan 3:1 – potrzebne było zatem piąte spotkanie, wygrane już przez sanoczan 3:1. Raz jeszcze utrzymanie w ekstralidze stało się faktem. W sezonie 2007/2008 początkowe zwycięstwa z GKS Tychy 0:5 (walkowerem), z Cracovią 5:2 czy z Podhalem sprawiły, że po I rundzie sezonu zasadniczego Sanok zajmował drugie miejsce. Później zawodnicy nie grali już tak skutecznie jak w I rundzie. W trakcie sezonu zwolniony został trener Andrzej Słowakiewicz, a pod koniec listopada 2007 jego miejsce zajął słowacki trener Jozef Čontofalský (po raz drugi pracujący w Sanoku). Po zakończonym sezonie zasadniczym przyszła pora na play-offy. W nich Sanok zmierzył się z GKS Tychy, przegrywając 0:3, zaś całe rozgrywki zakończył na ósmym miejscu.

### Ciarko KH Sanok

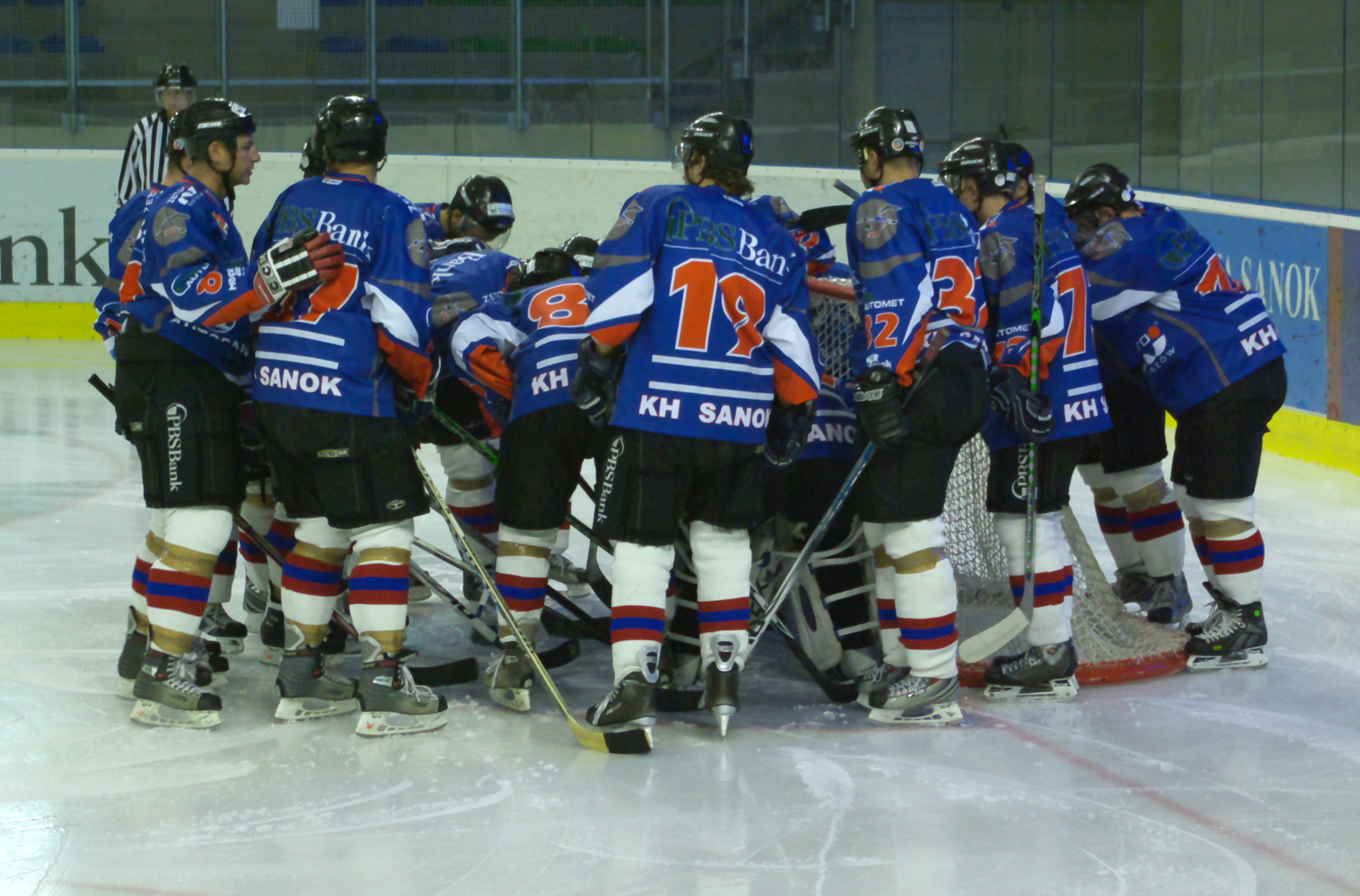
Drużyna przed sezonem 2008/09

W sezonie 2008/2009 sanocki klub obchodził jubileusz 50-lecia swojego istnienia. 14 listopada 2008 klub zmienił nazwę na Ciarko KH Sanok, uwzględniającą sponsora strategicznego, firmę Ciarko, produkującą okapy kuchenne. Po słabej dyspozycji w sezonie zasadniczym, pomimo zmian w składzie (w trakcie rozgrywek nastąpiła wymiana czterech obcokrajowców, zaś trenera Josefa Čontofalskiego zastąpił jego rodak Ľubomír Roháčik, zespołowi nie udało się awansować do fazy play-off. Mecze o utrzymanie KH Sanok rozegrał z Polonią Bytom i rozstrzygnął je na swoją korzyść. W trakcie tego sezonu klub zyskał sponsora tytularnego w postaci sanockiej firmy „Ciarko”.
Umowę sponsorską odnowiono w sierpniu 2009 i wówczas drugim sponsorem strategicznym został Podkarpacki Bank Spółdzielczy. Do nowego sezonu 2009/2010 zespół przygotowywany pod kierunkiem rosyjskiego szkoleniowca, Wiktora Jakimowa, jednakże tuż przed startem rozgrywek zakończono współpracę z nim oraz sprowadzonym przez niego zawodnikom z Rosji, którzy nie spełnili oczekiwań zarządu klubu, jak i kibiców. Drużyna rozpoczęła ligę pod okiem słowackiego szkoleniowca Jozefa Skokana, lecz także on nie zdołał osiągnąć oczekiwanych sukcesów i w listopadzie 2009 został zastąpiony przez Ľubomíra Roháčika, który tym samym po raz drugi podjął się trenowania sanockich hokeistów. Po pierwszym etapie rozgrywek i podziale ligi KH Sanok znalazł się w słabszej Grupie B. Bilans meczów nie pozwolił jednak na zakwalifikowanie się do rundy play-off i sanoczanom pozostała walka o utrzymanie w ekstralidze. W jej ramach drużyna walczyła kolejno z 1-ligowymi zespołami Legii Warszawa, HC GKS Katowice rozstrzygając rywalizację play-down na swoją korzyść. Ostatecznie sanoczanie zmierzyli się z KTH Krynica o 9. miejsce w sezonie 2009/2010. Wygrali tę rywalizację i zajęli przedostatnie miejsce w rozgrywkach PLH. Jednocześnie rozwiązano kontrakt z trenerem, Ľubomírem Roháčikiem, natomiast po sezonie karierę zakończył długoletni zawodnik zespołu Tomasz Demkowicz.

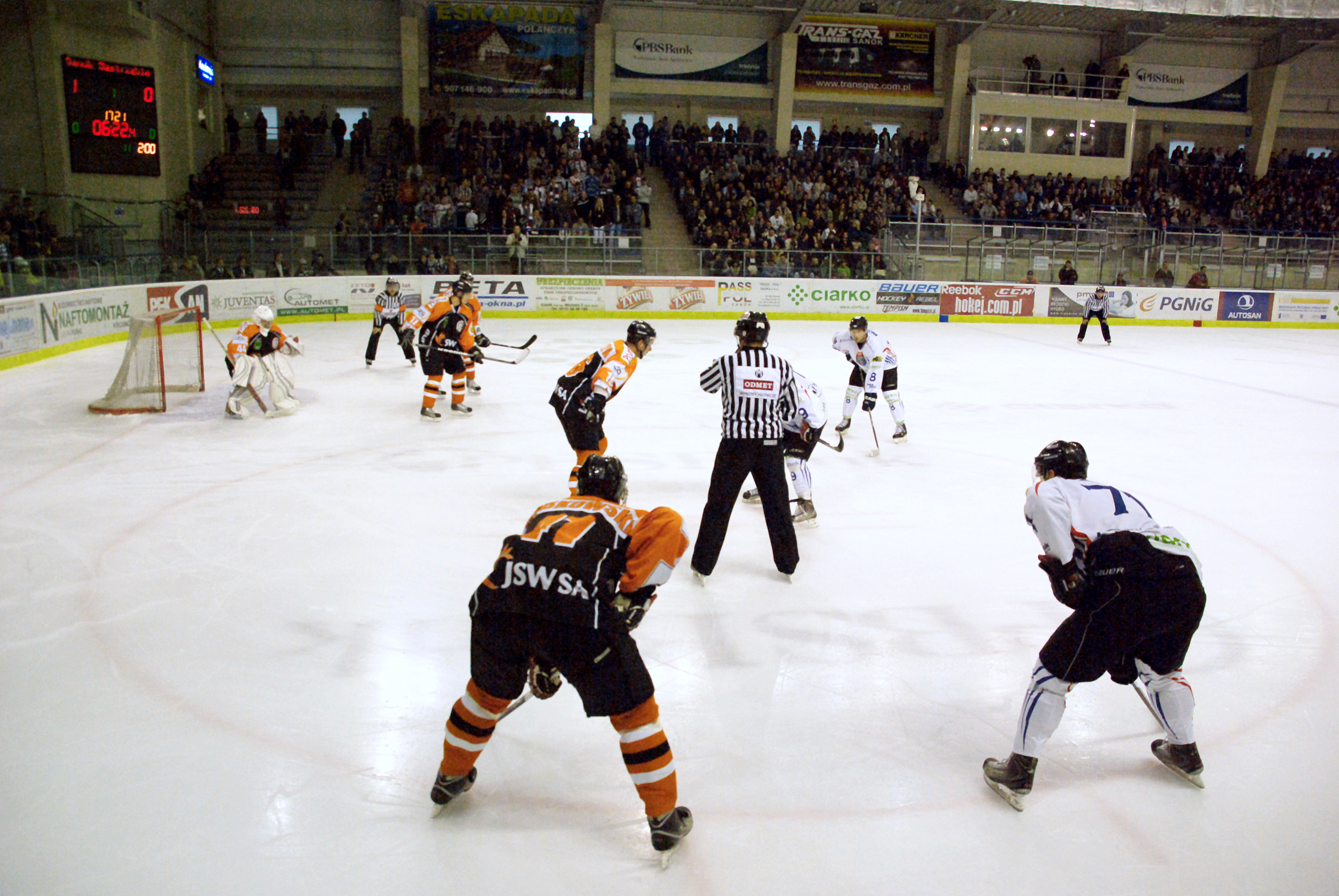
Mecz KH Sanok – JKH Jastrzębie (19.09.2010)

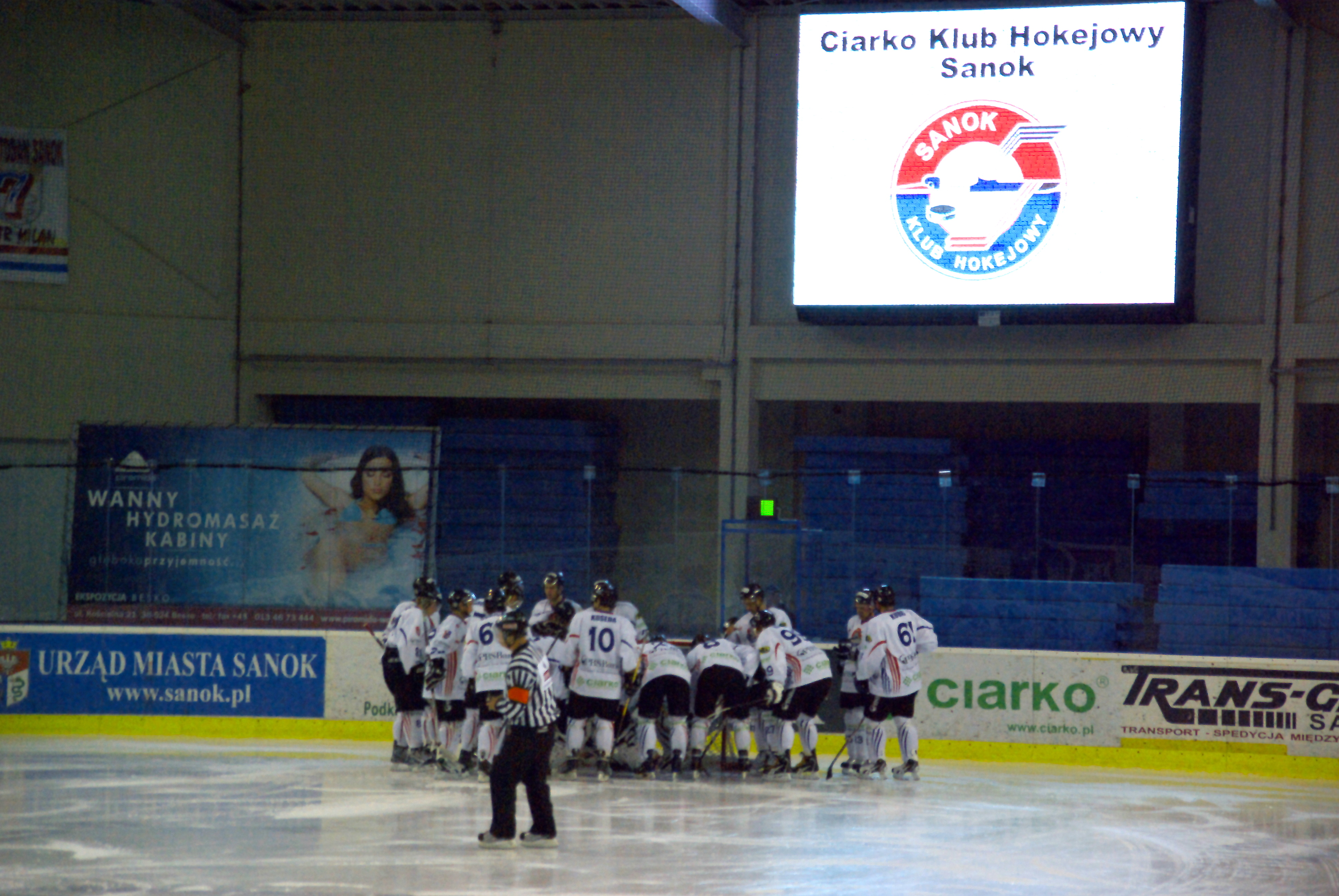
Drużyna Ciarko KH Sanok (2010)

Przed nowym sezonem 2010/2011 klub poczynił znaczące wzmocnienia. Zaangażował m.in. duet trenerski Milan Jančuška wraz z asystentem Markiem Ziętarą, prowadzący dotąd Podhale Nowy Targ. Już po kilku miesiącach, 29 grudnia 2010 w Oświęcimiu, drużyna wywalczyła Puchar Polski, pokonując w finale edycji 2010 zespół Aksam Unii Oświęcim. Tym samym sanocki klub odniósł największy sukces w swojej dotychczasowej historii. Po rundzie zasadniczej sezonu 2010/11 drużyna uplasowała się na piątej pozycji, w rywalizacji play-off została wybrana do pary przez JKH Jastrzębie i przegrała tę rywalizację w stosunku 2:4. W rywalizacji o miejsca 5.-8. KH Sanok zwyciężył najpierw Zagłębie Sosnowiec, zaś w batalii o 5. miejsce uległ MMKS Podhale Nowy Targ i ostatecznie zajął 6. pozycję.

### Ciarko PBS Bank KH Sanok
W dniu 16 czerwca 2011 Rada Miasta Sanoka podjęła uchwałę o wyrażeniu zgody na utworzenie spółki Ciarko PBS Bank Sanok spółki z ograniczoną odpowiedzialnością. Wspólnikami założycielami spółki zostały cztery podmioty – Gmina Miasta Sanoka, Klub Hokejowy Sanok oraz strategiczni sponsorzy – Podkarpacki Bank Spółdzielczy oraz Ciarko. Miasto Sanok miało odpowiadać za utrzymanie i bezpłatne użyczenie obiektów koniecznych do prowadzenia klubu (znajdujące się na lodowisku Arena Sanok). Działalność finansową mieli zapewniać bank PBS i firma Ciarko, które weszły do spółki z jednakowym aportem finansowym. 30 czerwca 2011 aktem notarialnym została zawiązana Rada Nadzorcza spółki, a w jej skład weszli Wojciech Blecharczyk (burmistrz Sanoka), Ryszard Ziarko (prezes firmy Ciarko), Lesław Wojtas (prezes PBS Banku) i Piotr Krysiak (prezes Klubu Hokejowego). Kapitał zakładowy spółki wyniósł 250 tys. zł. Po korekcie w zapisie umowy 20 września 2011 zmieniono nazwę spółki na „Ciarko PBS Bank Klub Hokejowy Sanok spółka z ograniczoną odpowiedzialnością” oraz zastrzeżono, iż klub hokejowy prowadzony przez spółkę będzie występować pod nazwą Ciarko PBS Bank KH Sanok. Rejestracja tegoż odbyła się w październiku 2011 roku.

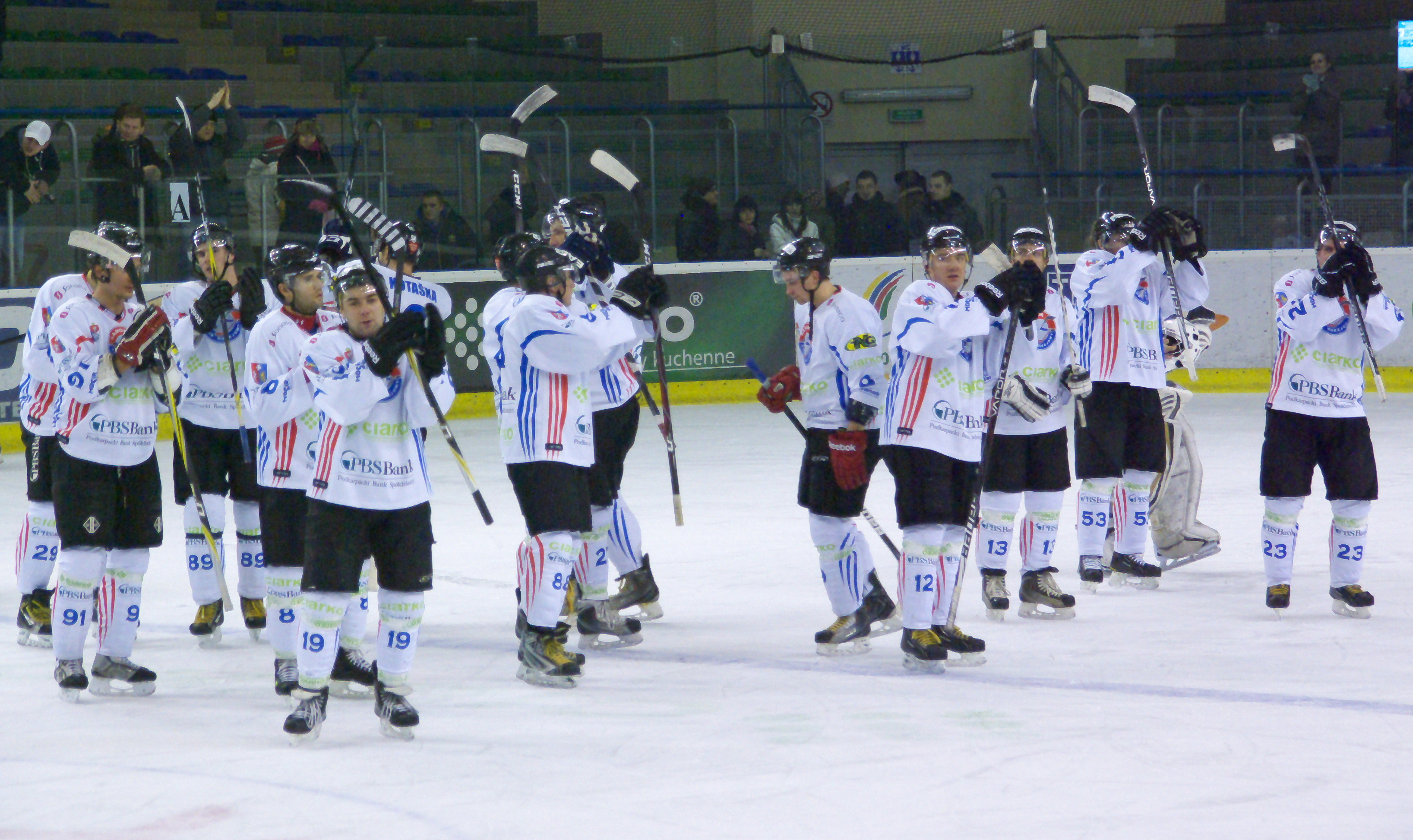
Drużyna Ciarko PBS Bank KH Sanok (2012)

5 października 2011 po 10 kolejkach ligowych (w tym 4 porażkach) trener Milan Jančuška podał się do dymisji, a jego miejsce zajął dotychczasowy asystent Marek Ziętara. Jego podopieczni od 18. kolejki drużyna była liderem tabeli PLH. Równolegle drużyna zaklasyfikowała się do turnieju finałowego Puchar Polski 2011, a Sanok został wybrany gospodarzem tej imprezy w dniach 28–29.12.2011. Drużyna pokonała w półfinale ComArch Cracovię 3:1, a w finale Aksam Unię Oświęcim 3:2 w rzutach karnych i tym samym zdobyła Puchar Polski powtarzając osiągnięcie sprzed roku. W lidze zespół pozostawał na pozycji lidera i w ostatniej rundzie rundy zasadniczej zapewnił sobie pierwsze miejsce przed fazą play-off. W rywalizacji półfinałowej drużyna z Sanoka pokonała JKH GKS Jastrzębie w stosunku 4:0 (w meczach 4:3 u siebie, 1:2 i 0:2 na wyjeździe i 4:1 ponownie w Sanoku) i tym samym 25 lutego 2012 po raz pierwszy w historii klubu awansowała do finału Mistrzostw Polski. W finale PLH sanoczanie zmierzyli się z aktualnym wówczas obrońcą tytułu, ComArch Cracovią. W ciągu siedmiu dni rozegrano 5 spotkań, w których Sanok okazał się lepszy (w stosunku 4:1, w meczach 3:2 d., 2:5, 3:2, 4:2, 5:1) i tym samym 14 marca 2012 wywalczył pierwsze w 54-letniej historii klubu Mistrzostwo Polski. Sezon 2011/12 drużyna z Sanoka zakończyła dubletem trofeów krajowych w Polsce. Po zakończeniu sezonu nie przedłużono umowy z trenerem Markiem Ziętarą. W kwietniu 2012 nowym trenerem został Słowak Milan Staš, a jego asystentem Marcin Ćwikła. Obaj prowadzili drużynę od początku sezonu 2012/2013. 10 listopada 2012 z klubu odszedł trener Staš. Od 12 listopada 2012 trenerem został jego rodak, Štefan Mikeš. W dniach 23–25 listopada 2012 zespół zadebiutował w europejskich pucharach, uczestnicząc w turnieju III rundy Pucharu Kontynentalnego edycji 2012/2013, organizowanym w norweskim mieście Stavanger. Sanoczanie przegrali wszystkie trzy mecze grupowe (z gospodarzami, mistrzem Norwegii – Stavanger Oilers 4:7, mistrzem Białorusi – Mietałłurgiem Żłobin 3:5 oraz mistrzem Kazachstanu – Bejbarysem Atyrau 1:5) i zostali wyeliminowani z rozgrywek. W finale Pucharu Polski edycji 2012, rozegranym w Sanoku Sanoczanie wygrali w półfinale z Cracovią 5:4 po rzutach karnych i ulegli w finale JKH GKS Jastrzębie 2:4. W PLH drużyna zakończyła rundę zasadniczą na pierwszym miejscu (17 pkt. przewagi nad drugim miejscem) i była zwolniona z gry w ćwierćfinale. W półfinale play-off zespół uległ Cracovii w meczach 2:4 (3:4 d., 6:3, 4:5, 3:1, 6:7, 1:3), a następnie w walce o brązowy medal przegrał z GKS Tychy w meczach 1:3 (2:6, 2:3, 4:1, 3:4 k.), zajmując czwarte miejsce w sezonie. Do końca sezonu trenerem zespołu był Štefan Mikeš, zaś 16 maja 2013 Rada Nadzorcza odwołała z funkcji prezesa zarządu spółki hokejowej Piotra Krysiaka. W kolejnych miesiącach zostało wszczęte śledztwo prokuratorskie w sprawie nieprawidłowości w działaniu finansowych spółki i wyrządzenia szkody w jej majątku. W sezonie 2012/2013 drużyna klubu zdobyła Złoty medal XIX Ogólnopolskiej Olimpiady Młodzieży.

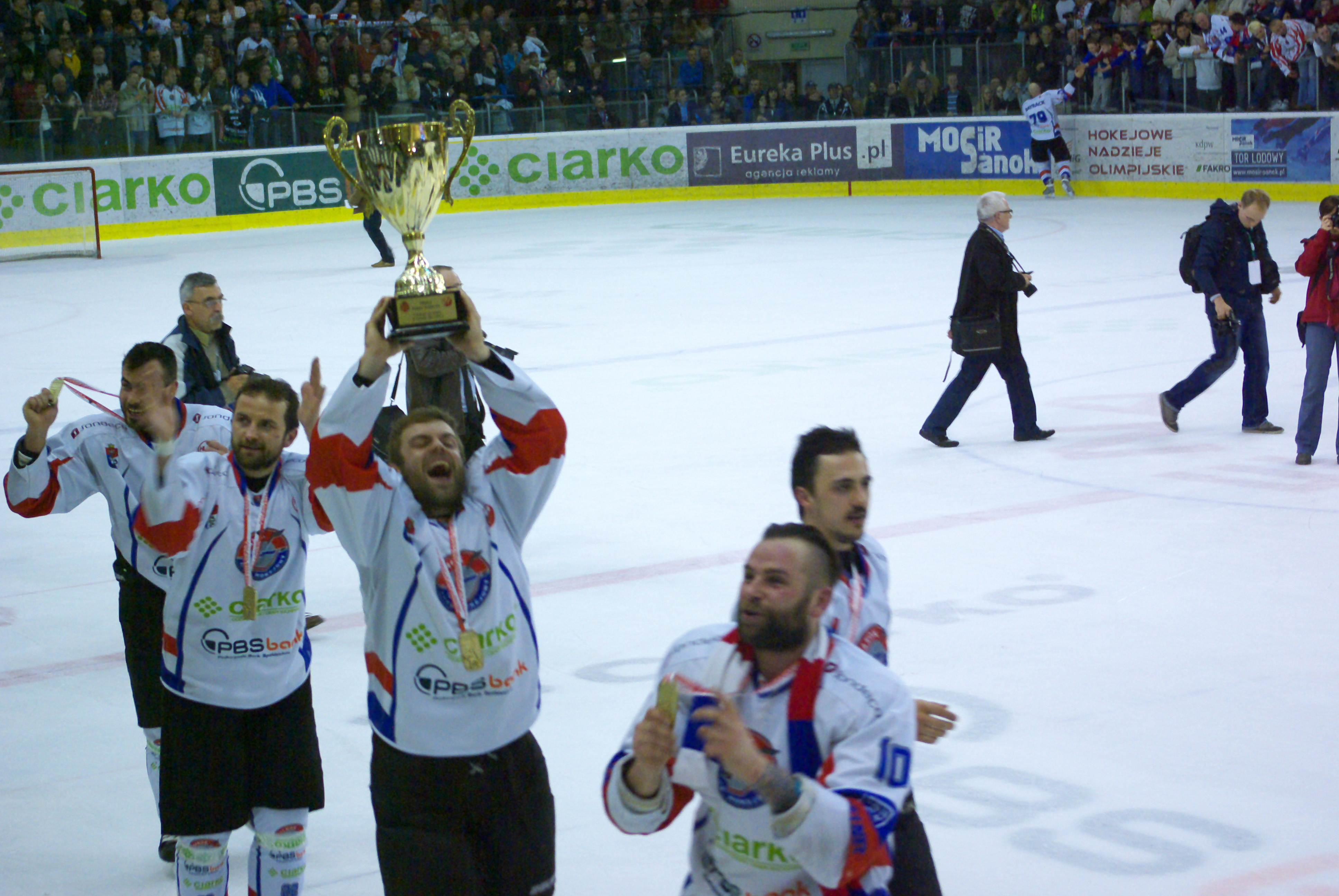
Wychowankowie sanockiego klubu z trofeum mistrza Polski 2014

W lipcu 2013 nowym prezesem został Waldemar Bukowski, a formalnie od sierpnia 2013 trenerem jest Tomasz Demkowicz. Do kolejnego sezonu rozgrywek pod nową nazwą Polska Hokej Liga (2013/2014) drużyna przystąpiła gruntownie przebudowana personalnie. W finale Pucharu Polski edycji 2013, zorganizowanego po raz trzeci z rzędu w Sanoku, drużyna sanocka przegrała w finale z Cracovią 3:4, tracąc decydującego gola w ostatniej sekundzie dogrywki. 11 stycznia 2014 nowym trenerem zespołu został Czech, Miroslav Fryčer (drużyna zajmowała wówczas drugie miejsce w tabeli). W sezonie zasadniczym drużyna zajęła drugie miejsce, a następnie w fazie play-off pokonała kolejno w ćwierćfinale HC GKS Katowice w meczach 3:0 (11:0, 13:2, 6:0), w półfinale JKH GKS Jastrzębie w meczach 4:1 (5:2, 3:2, 3:4 k., 3:2, 4:0) i w finale GKS Tychy w meczach 4:2 (0:2, 2:1 k., 1:4, 7:1, 4:3, 2:0), tym samym zdobywając drugie w historii klubu mistrzostwo Polski. Ponadto w sezonie 2013/2014 złoty medal mistrzostwo Polski wywalczył klubowy zespół w kategorii juniorów starszych, a brązowy medal zespół juniorów młodszych.

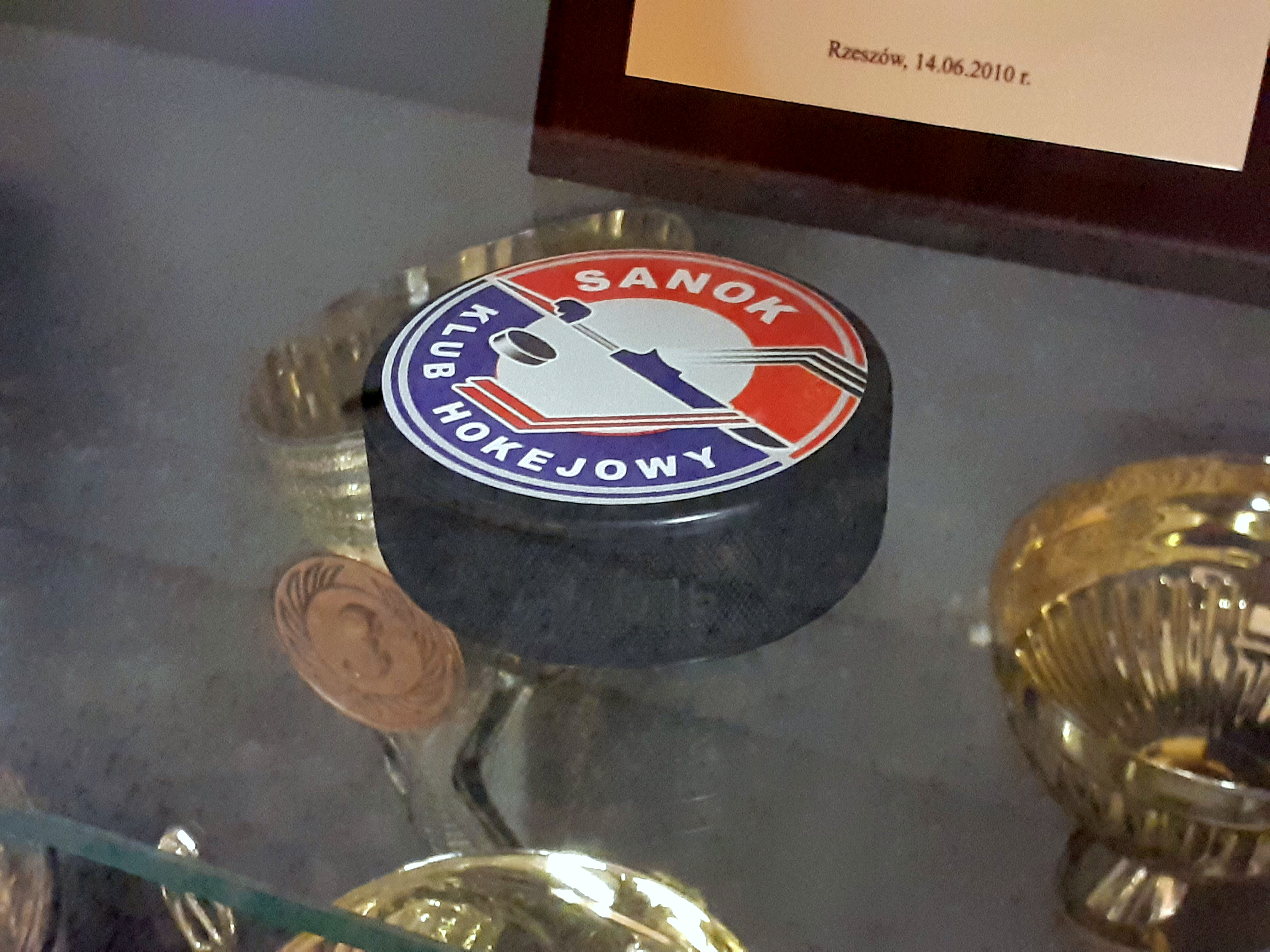
Krążek KH Sanok

Do nowego sezonu 2014/2015 drużyna przystąpiła ponownie pod kierunkiem trenerów T. Demkowicza i M. Ćwikły, zostało poczynionych szereg zmian w kadrze, zaś jeszcze przed startem ligi zespół sanocki jako aktualny mistrz Polski został zaklasyfikowany do meczu o Superpuchar Polski ze zdobywcą Pucharu Polski, Cracovią. W meczu rozegranym 9 września 2014 sanoczanie przegrali na własnym lodowisku 4:6. Po trzech rozegranych awansem meczach nowego sezonu 2014/2015, jeszcze przed oficjalnym terminem inauguracji ligi, na stanowisku trenera nastąpiła zmiana i szkoleniowcem powtórnie został Miroslav Fryčer. W październiku 2014 trenerem bramkarzy został Słowak Martin Klempa (wcześniej tę funkcję pełnił jego rodak Marek Milý). W dniach 17–20 października 2014 drużyna Sanoka uczestniczyła w turnieju II rundy Pucharu Kontynentalnego edycji 2014/2015, organizowanym we francuskim mieście Angers; uzyskując wyniku 6:2 przeciw DAB Dunaújváros z Węgier, 2:3 z HK Prizma Ryga z Łotwy, 4:3 z ASC Corona 2010 Braszów z Rumunii, tym samym zajęła pierwsze miejsce i awansowała do III rundy. W międzyczasie, władze klubu poparły kandydaturę Wojciecha Blecharczyka ubiegającego się o reelekcję na urząd burmistrza Sanoka w wyborach samorządowych w 2014. W dniach 21–23 listopada 2014 drużyna wystąpiła w III rundzie (Grupa E) we francuskim mieście Angers, przegrywając wszystkie trzy mecze grupowe (z gospodarzami, mistrzem Francji – Ducs d’Angers 0:4, mistrzem Białorusi – HK Nioman Grodno 0:2 oraz mistrzem Wielkiej Brytanii – Belfast Giants 3:5) i zostali wyeliminowani z rozgrywek. W tym samym miesiącu sanoczanie zakwalifikowali się do turnieju finałowej Pucharu Polski edycji 2014. W połowie grudnia 2014 z funkcji prezesa klubu zrezygnował Waldemar Bukowski. W turnieju rozgrywanych w dniach 27–28 grudnia 2014 w hali Kraków Arena sanoczanie w półfinale pokonali Cracovię 3:2, a w finale ulegli GKS Tychy 1:3. W ćwierćfinale PHL drużyna pokonała Orlik Opole w stosunku (w meczach 5:1, 4:2, 2:1), w półfinale PHL drużyna uległa zespołowi GKS Tychy w stosunku 2:4 (w meczach 5:3, 3:2, 2:5, 0:5, 1:3, 1:5), a w rywalizacji o brązowy medal przegrała z MMKS Podhale Nowy Targ w stosunku 0:2 (w meczach 4:5 d., 4:6), wskutek czego zakończyli sezon na czwartym miejscu. Z klubu odszedł trener Miroslav Fryčer, który w marcu 2015 został zdyskwalifikowany przez władze ligi. Drużyna juniorska klubu obroniła w sezonie 2014/2015 tytuł mistrza Polski. Po sezonie z drużyny seniorskiej odeszła grupa zawodników zagranicznych.

### Sanockie Towarzystwo Sportowe S.A.

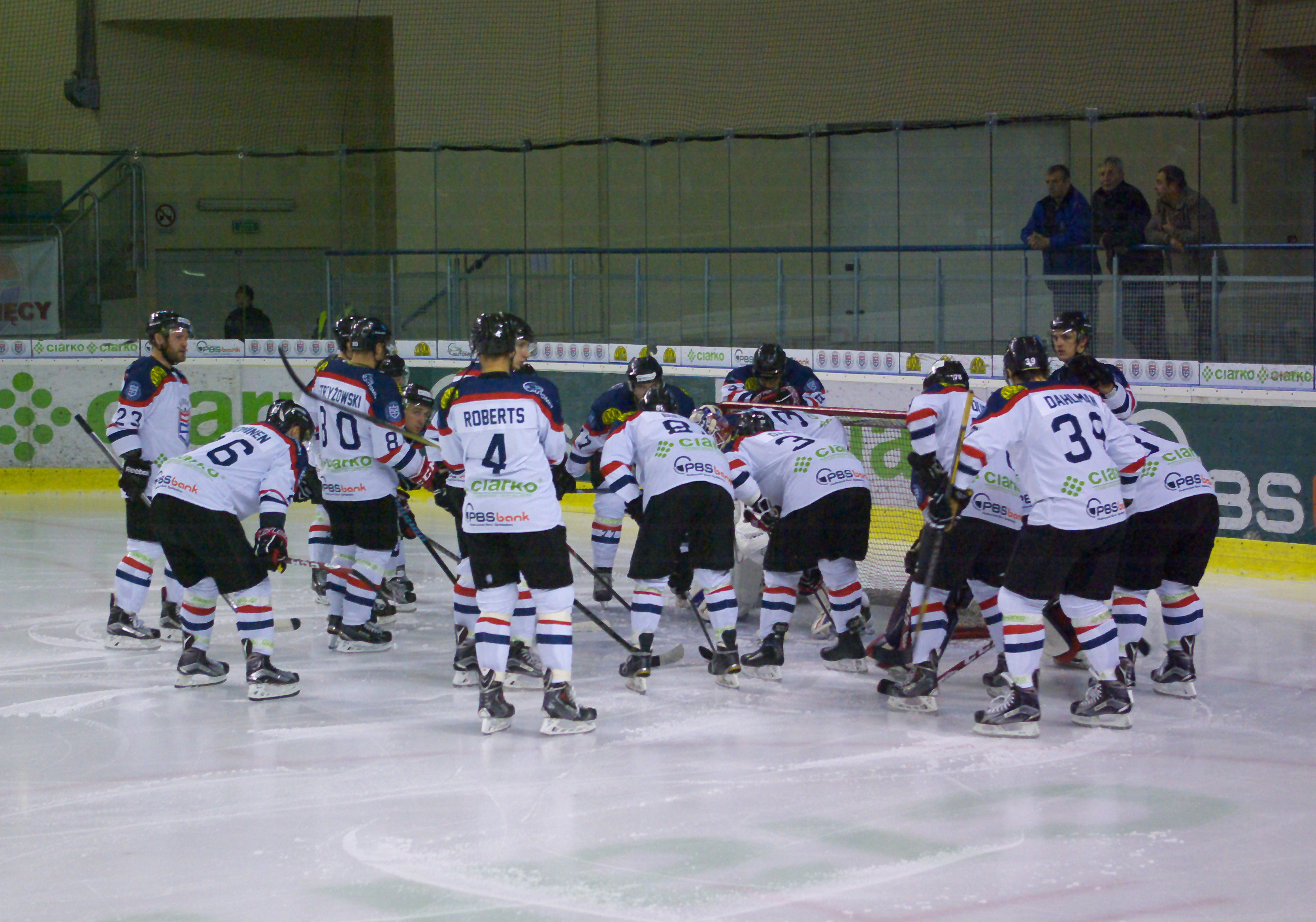
Drużyna STS Sanok w sezonie 2015/2016

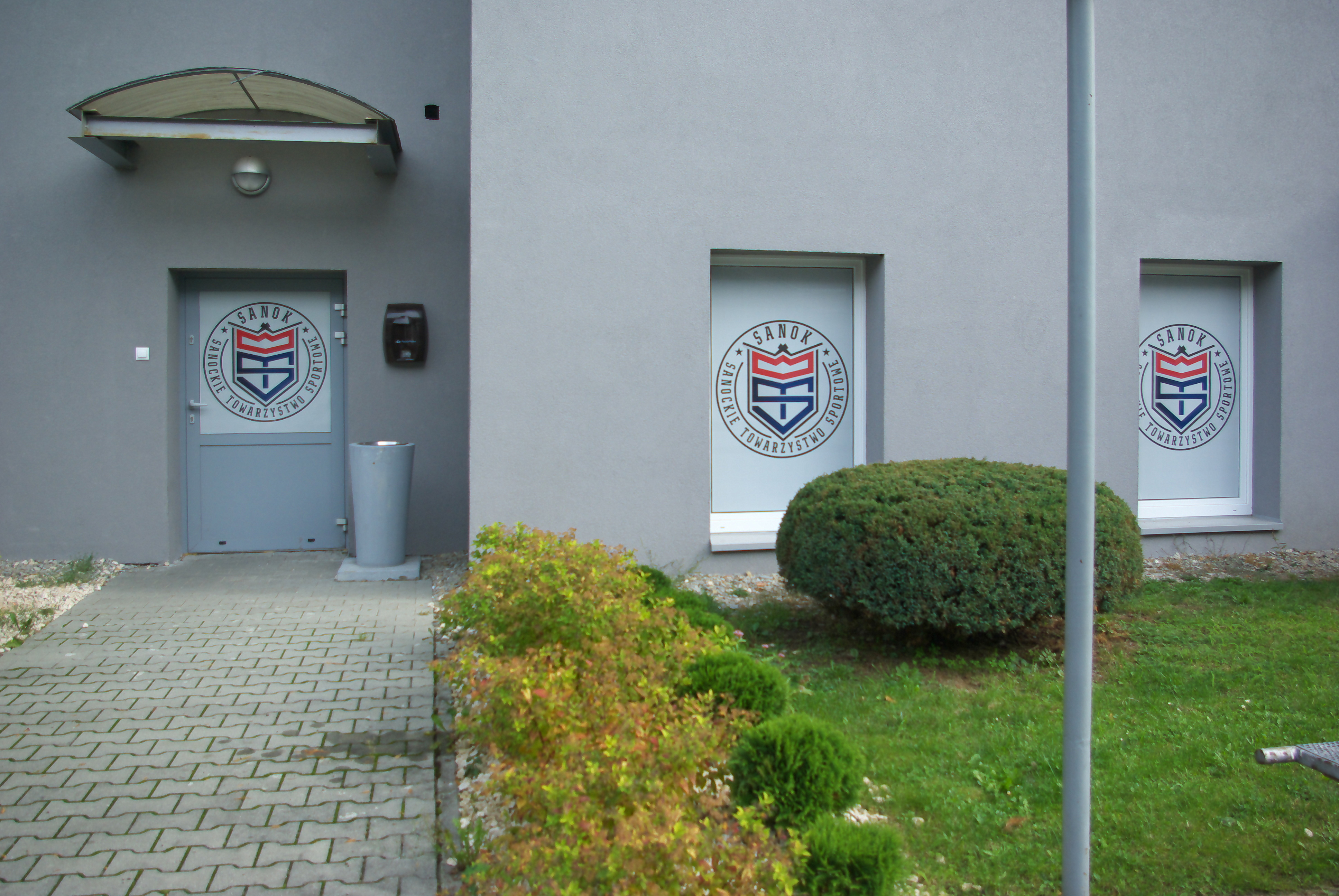
Siedziba klubu STS S.A. (2016)

15 lipca 2015 został podpisany akt notarialny o powołaniu spółki akcyjnej pod nazwą Sanockie Towarzystwo Sportowe S.A. z siedzibą w Sanoku, którego udziałowcami zostały podmioty-spółki Podkarpacki Bank Spółdzielczy i Ciarko. Pod koniec lipca 2015 trenerem zespołu został Fin Kari Rauhanen. W sierpniu 2015 zdecydowano, że drużyna klubu będzie występować pod nazwą Ciarko PBS Bank STS Sanok. Na początku września 2015 został wybrany nowy logotyp klubu. 10 września 2015 Rada Miasta Sanoka podjęła uchwałę o przystąpienia miasta Sanok do spółki STS S.A. 22 września 2015 została podpisana stosowna umowa między władzami miasta a sponsorami klubu (Ciarko, PBS Bank); został wybrany prezes spółki (Damian Delekta) i rada nadzorcza. W rundzie zasadniczej sezonu 2015/2016 drużyna zajęła 6. miejsce (także dzięki przyznanemu walkowerowi) – ostatnie premiowane awansem do tzw. „Grupy Silniejszej”, w której poprawiła pozycję o jedną lokatę, po czym w 1/4 finału play-off pokonała JKH GKS Jastrzębie w stosunku 0:3 (w meczach 4:1, 4:2 i 1:0). W półfinale STS uległ Cracovii 3:4 (mecze 5:7, 4:1, 2:3 k., 5:3, 3:4 k., 2:0, 2:9), a w walce o brązowy medal przegrał rywalizację z Podhalem Nowy Targ 1:2 (mecze 3:5, 5:3, 0:4) i po raz drugi z rzędu uplasował się w lidze na czwartym miejscu. Po sezonie z klubu odszedł trener Rauhanen.
6 lipca 2016 zarząd STS S.A. poinformował, że drużyna klubu nie przystąpi do rozgrywek PHL edycji 2016/2017 z powodów organizacyjnych. W sierpniu 2016 władze spółki zapowiedziały konkurs na stanowisko nowego prezesa STS S.A. 25 listopada 2016 prezesem zarządu STS S.A. został mianowany Jerzy Burtan, a wiceprezesem Hubert Paszkiewicz, który ustąpił ze stanowiska 2 czerwca 2017.
Na początku 2017 przedstawiciele klubu STS deklarowali starania o przyznanie miejsca w PHL bądź udział w I lidze.

### Ciarko KH 58 Sanok
W maju 2017 r. władze klubu złożyły w Słowackim Związku Hokeja na Lodzie (SZĽH) wniosek o przystąpienie drużyny do 2. ligi słowackiej. 14 czerwca 2017 podczas posiedzenia w Hronseku jednogłośnie przyjęto klub z Sanoka w poczet członków ligi na sezon 2017/18. Był to pierwszy przypadek w historii, gdy polska drużyna hokejowa wzięła udział w krajowych rozgrywkach ligi innej niż rodzima. Drużynę pod nazwą Ciarko KH 58 Sanok umieszczono w grupie B, obok 9 zespołów ze Słowacji. W rozgrywkach zaplanowano 18 meczów, z których połowę w Sanoku, organizowanych w soboty. W składzie drużyny znaleźli się w większości wychowankowie sanockiego klubu. Trenerem zespołu został Marcin Ćwikła, a w trakcie sezonu jego asystentem został Tomasz Demkowicz. W sezonie zasadniczym drużyna zajęła 5. miejsce wśród 10 uczestników (w 18 meczach zdobyła 27 punktów za 7 zwycięstw za 3 pkt., 1 za 2 pkt., 4 porażki za 1 pkt. i ponosząc 6 porażek, bramki 64:67). W I rundzie fazy play-off (1/4 finału) Ciarko KH 58 nie sprostał rezerwom MHk 32 Liptovský Mikuláš, którego najpierw pokonał w Sanoku 7:2, po czym dwukrotnie przegrał na wyjeździe (3:6 i 2:4). Następnie, w rywalizacji o miejsca 9-16 sanoczanie trafili na HK Iskra Partizánske, w pierwszym spotkaniu w Sanoku ulegając 1:3, następnie pokonali rywali na wyjeździe 3:0, zaś z powodu kontuzji zawodników nie przystąpili do trzeciego pojedynku.
Podczas spotkania organizacyjnego władz Polskiej Hokej Ligi przed sezonem 2018/19 pojawiła się sugestia, aby do rozgrywek powróciła drużyna STS, jednak władze klubu ponownie zgłosiły zespół do 2. ligi słowackiej.
W edycji 2018/2019 tej ligi KH 58 Sanok najpierw uplasował się na 6. miejscu wśród 8 uczestników grupy B (w 14 meczach zdobyła 15 punktów za 5 zwycięstw za 3 pkt., ponosząc 9 porażek, bramki 43:44), nie kwalifikując się do fazy play-off. W rywalizacji wstępnej o miejsca 5-8 w grupie B pokonała dwukrotnie rezerwy MHK 32 Liptovský Mikuláš (9:1, 4:1), po czym w walce o 5. miejsce zwyciężyła HK Sabinov (w meczach 5:4 d. i 7:3).

### UKS Niedźwiadki MOSiR Sanok
Do sezonu 2019/20 2. ligi słowackiej przystąpił zespół pod nazwą UKS MOSiR Sanok.

### STS Sanok (od 2020)
W 2020 został powołany podmiot prawny pod nazwą STS Sanok Spółka z ograniczoną odpowiedzialnością z siedzibą w Sanoku. 14 lipca 2020 ogłoszono, że klub awizowany jako STS Sanok (zadeklarowany w formie prawnej spółki akcyjnej) otrzymał licencję na występy w Polskiej Hokej Lidze edycji 2020/2021. Prezesem klubu został były zawodnik, Michał Radwański. 15 lipca 2020 jako główny trener drużyny został przedstawiony Marek Ziętara, a jego asystentem został Marcin Ćwikła. W lipcu 2020 przedstawiono nowy logotyp STS Sanok. Tuż przed startem sezonu PHL ogłoszono, że w związku z pozostaniem wieloletniego sponsora sanockiego hokeja drużyna będzie występować pod nazwą Ciarko STS Sanok. W sezonie zasadniczym drużyna zajęła ósme miejsce. W fazie play-off STS uległ liderowi tabeli GKS Tychy 0:4 (w meczach 0:5, 1:3, 2:3, 1:4). We wrześniu 2021 zespół STS przystąpił do kolejnego sezonu PHL w edycji 2021/2022. 22 listopada 2021 ogłoszono, że główny trener Marek Ziętara złożył dymisję z zajmowanej posady. 14 stycznia 2022 jako nowy szkoleniowiec został przedstawiony Fin Miika Elomo. W sezonie zasadniczym STS zajął siódme miejsce, a w fazie play-off STS został wyeliminowany w 1/4 finału przez Re-Plast Unię Oświęcim 1:4 (w meczach 1:2, 2:3, 4:2, 2:5, 1:6).
Po pożarze w zabudowaniach przedsiębiorstwa Ciarko 9 czerwca 2022 pod koniec tego miesiąca ogłoszono, że firma ta przestanie być sponsorem tytularnym drużyny. Następnie trwały starania pozyskania wsparcia finansowego, które nie przyniosły efektu, wobec czego 15 lipca 2022 poinformowano, że STS nie zagra w sezonie PHL 2022/2023 i będzie występować w I lidze (MHL) 2022/2023. 20 lipca 2022 podano do wiadomości, że za sprawą starań burmistrza Sanoka, Tomasza Matuszewskiego, uzyskano gwarancje sponsorskie i drużyna STS przystąpi jednak do sezonu PHL. 27 lipca 2022 ogłoszono, że głównego wsparcia sponsorskiego udzielą firmy Marma Polskie Folie z Rzeszowa (prezes Marta Półtorak) i Automet z Sanoka (prezes Józef Leśniak), a drużyna do sezonu 2022/2023 przystąpiła pod nazwą marketingową Marma Ciarko STS Sanok. We wrześniu 2022 przedstawiono maskotkę drużyny nazwaną „STSik”. Po sezonie 2022/2023 ze stanowiska trenera odszedł Miika Elomo. W czerwcu 2023 to stanowisko przejął jego rodak Elmo Aittola. W sztabie pozostał Marcin Ćwikła, a trenerem obrońców został wieloletni zawodnik Bogusław Rąpała. Wiosną 2024 została powołana Sportowy Sanok Spółka Akcyjna, mająca na celu prowadzić drużynę STS (prezesem spółki została Marta Przybysz). Sponsorem tytularnym drużyny została firma Texom. W nowym sezonie I trenerem pozostał Elmo Aittola, asystentami Marcin Ćwikła i Bogusław Rąpała, a szkoleniowcem bramkarzy Mateusz Skrabalak. 16 stycznia 2025 ogłoszono, że z posady trenera STS Sanok został zwolniony E. Aittola, a następnie obowiązki szkoleniowe przejęli dotychczasowi asystenci M. Ćwikła i B. Rąpała, a wkrótce potem samodzielnym trenerem został B. Rąpała. W trakcie sezonu na przełomie 2024/2025 ze składu drużyny odchodzili zawodnicy

## Rozgrywki ligowe
Sanoczanka Sanok
Stal Sanok
STS Sanok
- 1991/1992 – II liga: 1. w Gr. Południowej, 1. w finale, awans do I ligi
- 1992/1993 – I liga: 5. w sezonie zasadniczym, 1/4 finału play-off, 5.
- 1993/1994 – I liga: 7. w sezonie zasadniczym, 1/4 finału play-off, 7.
- 1994/1995 – I liga: 9. w sezonie zasadniczym, 9. w turnieju o utrzymanie
- 1995/1996 – I liga: 5. w sezonie zasadniczym, 1/4 finału play-off, 5.
- 1996/1997 – I liga: 4. w sezonie zasadniczym, 1/2 finału play-off, rywalizacja o brązowy medal, 4.
- 1997/1998 – I liga: 3. w sezonie zasadniczym, 1/4 finału play-off, 6.
- 1998/1999 – I liga: 7. w sezonie zasadniczym, 1/4 finału play-off, 8.

SKH Sanok
- 1999/2000 – PLH: 5. w sezonie zasadniczym, 1/2 finału play-off, rywalizacja o brązowy medal, 4.
- 2000/2001 – PLH: 8. w sezonie zasadniczym, 1/4 finału play-off, 8. degradacja do I ligi

KH Sanok
- 2001/2002 – I liga: 5. w sezonie zasadniczym, 1/2 finału play-off, rywalizacja o 3. miejsce, 4.
- 2002/2003 – I liga: 3. w sezonie zasadniczym, finał play-off, 2.
- 2003/2004 – I liga: 1. w sezonie zasadniczym, 2. w finale play-off, w barażach awans do PLH
- 2004/2005 – PLH: 7. w sezonie zasadniczym, 7. po rywalizacji o utrzymanie
- 2005/2006 – PLH: 8. w sezonie zasadniczym, 8. po rywalizacji o utrzymanie, formalna degradacja
- 2006/2007 – PLH: 10. w sezonie zasadniczym, 9. po rywalizacji o utrzymanie
- 2007/2008 – PLH: 8. w sezonie zasadniczym, 1/4 finału play-off, 8. miejsce
- 2008/2009 – PLH: 9. w sezonie zasadniczym, 9. po rywalizacji o utrzymanie
- 2009/2010 – PLH: 9. w sezonie zasadniczym, 9. po rywalizacji play-down
- 2010/2011 – PLH: 5. w sezonie zasadniczym, 1/4 finału play-off, 6.
- 2011/2012 – PLH: 1. w sezonie zasadniczym, zwycięstwo w finale play-off, mistrzostwo Polski
- 2012/2013 – PLH: 1. w sezonie zasadniczym, 1/2 finału play-off, 4.
- 2013/2014 – PHL: 2. w sezonie zasadniczym, zwycięstwo w finale play-off, mistrzostwo Polski
- 2014/2015 – PHL: 2. w sezonie zasadniczym, 1/2 finału play-off, rywalizacja o brązowy medal, 4.

STS
- 2015/2016 – PHL: 5. w sezonie zasadniczym, 1/2 finału play-off, rywalizacja o brązowy medal, 4.
- 2016/2017 – niezgłoszenie drużyny do PHL
- 2017/2018 – 2. liga słowacka: 5. w Grupie B w sezonie zasadniczym, 13-16. w całej lidze po fazie play-off
- 2018/2019 – 2. liga słowacka: 6. w Grupie B w sezonie zasadniczym, 5. po rywalizacji o miejsca 5. w Grupie B
- 2020/2021 – PHL: 8. w sezonie zasadniczym, 1/4 finału play-off, 8.
- 2021/2022 – PHL: 7. w sezonie zasadniczym, 1/4 finału play-off, 7.
- 2022/2023 – PHL: 6. w sezonie zasadniczym, 1/4 finału play-off, 6.
- 2023/2024 – PHL: 9. w sezonie zasadniczym.
- 2024/2025 – PHL: 8. w sezonie zasadniczym, 1/4 finału play-off, 8.

## Sukcesy i wyróżnienia
Osiągnięcia drużynowe
- Mistrzostwa okręgu rzeszowskiego:

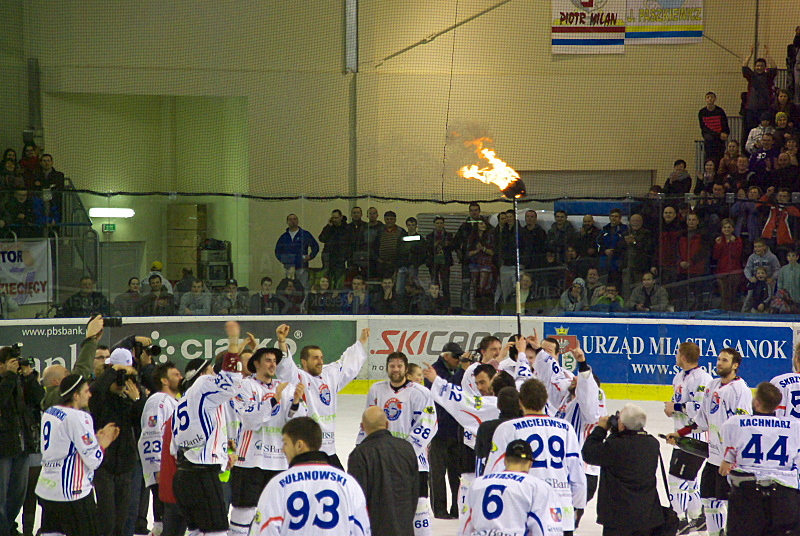
Hokeiści klubu świętujący pierwsze zdobycie mistrzostwa Polski (14.03.2012)

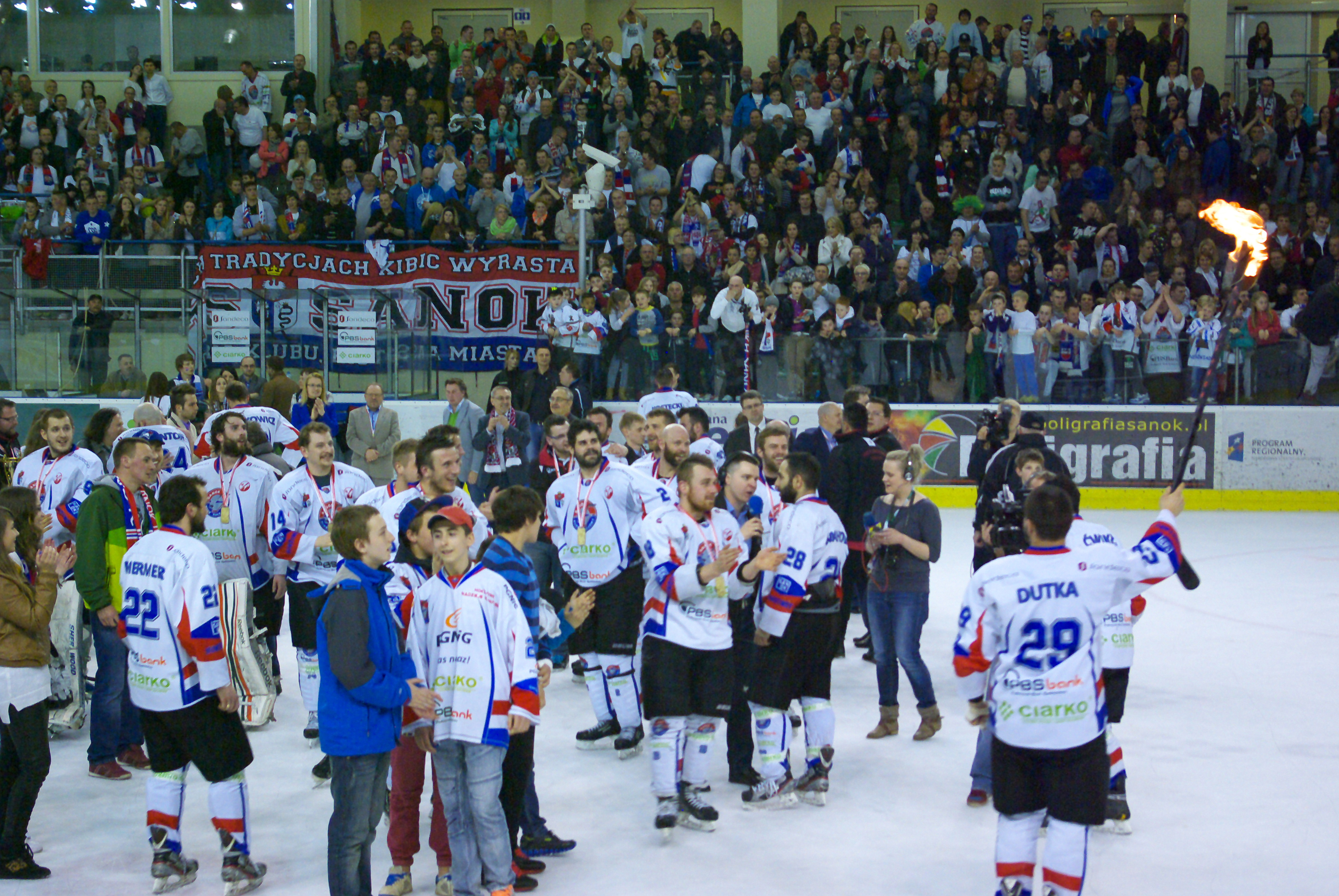
Zawodnicy świętujący drugie zdobycie mistrzostwa Polski (03.04.2014)

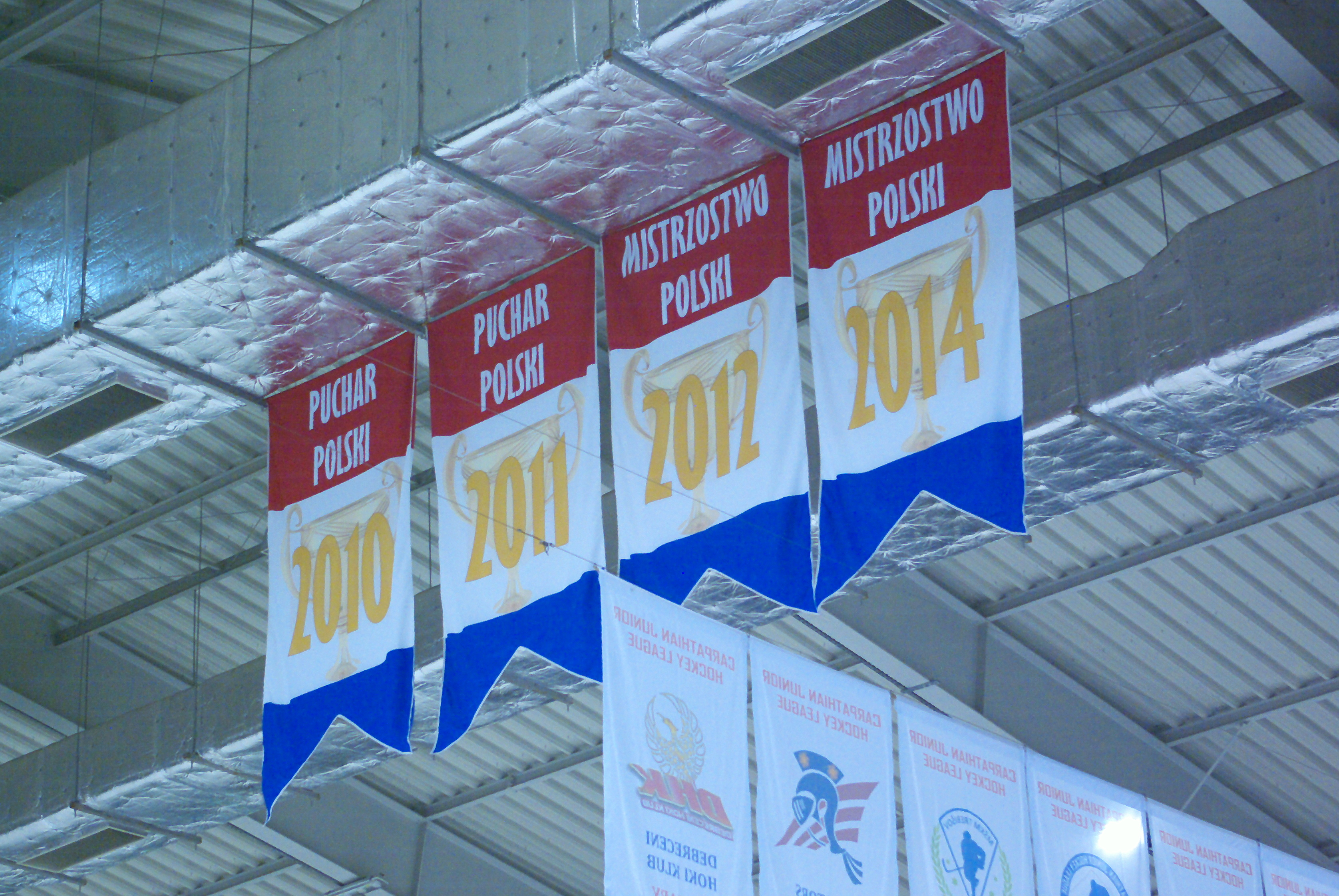
Banery eksponujące trofea sanockiego klubu w Arenie Sanok (2018)

  - Zdobywca (4 razy): 1959, 1960 (Sanoczanka), 1961, 1970 (Stal)
- Awans do II ligi (1 raz): 1971 (Stal)
- Druga klasa rozgrywkowa:
  - 1. miejsce (2 razy): 1976 (Stal), 1992 (STS)
- Mistrzostwa Polski:
  - Złoty medal (2 razy): 2012, 2014
  - Czwarte miejsce (5 razy): 1997, 2000, 2013, 2015, 2016
  - Awans do ekstraligi (3 razy): 1976, 1992, 2004
  - Zwycięzca rundy zasadniczej: 2012, 2013
- Puchar Polski:
  - Zdobywca (2 razy): 2010, 2011
  - Finalista (3 razy): 2012, 2013, 2014
- Superpuchar Polski:
  - Pretendent (1 raz): 2014
- Puchar Kontynentalny:
  - Występ w III rundzie (2 razy): 2012, 2014
  - Awans do III rundy (1 raz): 2014
- Mistrzostwa Polski juniorów starszych do lat 20:
  - Złoty medal (2 razy): 2014, 2015
- Mistrzostwa Polski juniorów starszych do lat 18:
  - Złoty medal XIX Ogólnopolskiej Olimpiady Młodzieży: 2013

Wyczyny indywidualne
- Tytuł Króla strzelców:
  - 2014: Martin Vozdecký (36 goli)
  - 2015: Jordan Pietrus (28 goli)
  - 2022: Jakub Bukowski (27 goli)
- Zwycięzca klasyfikacji kanadyjskiej:
  - 2014: Samson Mahbod (104 punkty)
  - 2015: Petr Šinágl (71 punktów)

Wyróżnienia drużyny
- Nagroda Miasta Sanoka III stopnia za rok 1993: hokeiści STS za zajęcie 5. miejsca w I lidze[329][330][331][332]
- Najlepsza drużyna ligowa PHL w plebiscycie „Hokejowe Orły” (2012[333], 2014[334])

## Turnieje towarzyskie
- Rywalizacja o Lampę Górniczą SZGNiG (z okazji 50-lecia istnienia Sanockiego Zakładu Górnictwa Nafty i Gazu): styczeń 1995 – Naprzód Janów pokonał w dwumeczu STS Autosan Sanok 9:8 (5:6, 4:2)[335]
- Memoriał Piotra Milana o Puchar Prezesa Autosanu, ustanowiony w 1995[80]; edycje: I – 1995[336]: Orlęta Sosnowiec[337], II – 1996: Nioman Grodno[338], III – 1997: Dunaffer Dunaújváros[339][340]
- Turniej o Puchar Lotos Jasło (28–29.12.2006), zwycięstwo – KH Sanok
- Międzynarodowy Turniej o Puchar Burmistrza Sanoka I (10–12.08.2007), zwycięstwo: Zagłębie Sosnowiec; II (15–17.08.2008), zwycięstwo: HK LK Preszów[341]; III (13–15.08.2009), zwycięstwo: HK Dukla Michalovce[342]; IV (12–14.08.2010), zwycięstwo: Ciarko KH Sanok[343]; V (11–13.08.2011), zwycięstwo: Ciarko PBS Bank Sanok[344]

## Prezesi klubu
| - Władysław Jasiewicz (1957–1961) - Edward Pilszak (1965–1967) - Jan Siwiński (1967–1968) - Adam Kuzicki (1968–1969) - Henryk Gralka (1969–1982) - Zdzisław Nowak (1982–1983) - Józef Kornecki (1983–1985) - Grzegorz Kawczyński (1985–1991) - Jerzy Rożdżyński (1991–VI.1993) - Andrzej Demkowicz (1993) |  | - Franciszek Hamerski (1993) - Grzegorz Kawczyński (XII.1993–) - Leszek Kawczyński (1995) - Bogdan Terlecki (18.VII.1995–) - Bogusław Struś (1995, jako wiceprezes) - Andrzej Wilk (2000–V.2001) - Jan Długosz (VIII.2001–IV.2002) - Tadeusz Kruczkiewicz (IV.2002–XI.2002) - Bolesław Wolanin (XI.2002–VI.2004) |  | - Jerzy Torma (VII.2004–IX.2004) - Jacek Sieniawski (09.2004–). - Marek Błaż (V.2005–XII.2005) - Jan Oklejewicz (04.I.2006–V.2007) - Piotr Krysiak (V.2007–16.V.2013) - Waldemar Bukowski (VII.2013–15.XII.2014) - Damian Delekta (22.IX.2015–2016) - Jerzy Burtan (25.XI.2016–02.VI.2017) - Michał Radwański (2020–2024) - Marta Przybysz (2024-) |

## Szkoleniowcy
| - Józef Kurek (05.1969) - Mieczysław Chmura (1969–10.1970) - Andrzej Wołkowski (11.1970–1972) - Josef Štock (09.1972–05.1974) - Tadeusz Bujar (05.1974–1977) - Kazimierz Bryniarski (1977–1979) - Milan Skokan (06.1979–06.1981) - Franciszek Pajerski (06.1981–1983) - Jan Mrugała (1983–1984) - Mieczysław Ćwikła (10.1984-01.1985) - Tadeusz Glimas (01.1985–10.1987) - Franciszek Pajerski (10.1987–1988) - Jerzy Rożdżyński (06.1988–01.1990) - Franciszek Pajerski (1990) - Tadeusz Garb (1990) - Władimir Mielenczuk (1991–1994) - Czesław Radwański (1994–1995) - Władimir Katajew (poł.1995–04.1998) - Boris Sinicyn (07.1998–11.1998) - Zygmunt Wójcik (11.1998–1999) - Wincenty Kawa (07.1999–05.2000) - Jozef Čontofalský (07.2000–10.2000) - Milan Skokan (11.2000–12.2000) - Marián Brusil (01.2001–03.2001) - Tadeusz Garb (2001–12.2001) |  | - Czesław Radwański (01.2002–2003) - Tadeusz Garb (02.2003–08.2003) - Tomasz Demkowicz (08.2003–01.2004) - Marián Brusil (01–03.2004) - Tomasz Demkowicz (09–11.2004) - Miroslav Doležalík (11.2004–03.2005) - Marián Brusil (05–09.2005) - Tomasz Demkowicz (09–10.2005) - Adam Worwa (10.2005–04.2006) - Andrzej Słowakiewicz (05.2006–11.2007) - Jozef Čontofalský (11.2007–12.2008) - Ľubomír Roháčik (12.2008–04.2009) - Wiktor Jakimow (07–08.2009) - Jozef Skokan (08–11.2009) - Ľubomír Roháčik (11.2009–04.2010) - Milan Jančuška (04.2010–10.2011) - Marek Ziętara (10.2011–03.2012) - Milan Staš (04.2012–11.2012) - Štefan Mikeš (11.2012–04.2013) - Tomasz Demkowicz (08.2013–01.2014) - Miroslav Fryčer (01.2014–04.2014) - Tomasz Demkowicz (05.2014–09.2014) - Miroslav Fryčer (09.2014–04.2015) - Kari Rauhanen (07.2015–04.2016) - Marcin Ćwikła (2017–) - Marek Ziętara (2020-22.11.2021) - Miika Elomo (14.01.2022–2023) - Elmo Aittola (06.2023–01.2025) - M. Ćwikła, B. Rąpała (01.2025) - B. Rąpała (01.2025–) |

## Zawodnicy

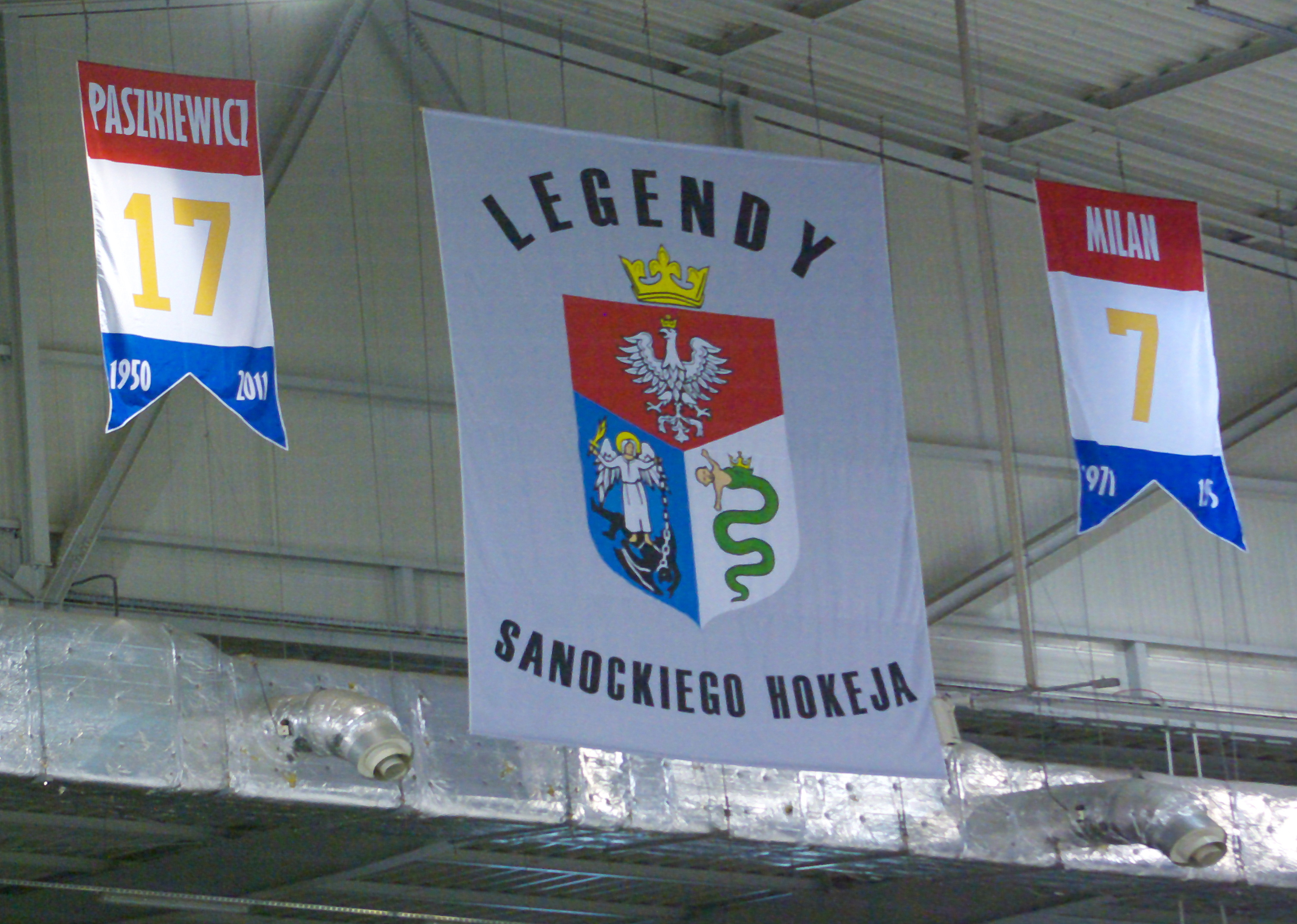
Zastrzeżone numery Jana Paszkiewicza i Piotra Milana w galerii Legendy Sanockiego Hokeja w hali Arena Sanok

Zastrzeżone numery
- 7 – Piotr Milan (1971–1995)
- 17 – Jan Paszkiewicz (1950–2011)[376]

### Byli hokeiści
Na przestrzeni lat aż do czasów obecnych w barwach sanockiej drużyny występowało wielu wybitnych zawodników. Byli wśród nich zarówno wychowankowie klubu i zarazem rodowici sanoczanie, jak też hokeiści przyjezdni – z jednej strony Polacy (w większości sprowadzeni z Podhala Nowy Targ), jak również obcokrajowcy – nierzadko reprezentanci swoich krajów i odnoszący w karierze znaczące sukcesy.
Wychowankowie
Jan Paszkiewicz (najskuteczniejszy strzelec w historii klubu), Czesław Radwański, Piotr Milan, Tomasz Rysz, Sebastian Pajerski, Grzegorz Mermer, Adam Milczanowski, Arkadiusz Burnat, Tomasz Demkowicz (jedyny wychowanek klubu, który wystąpił na turnieju mistrzostw świata Elity i w jego trakcie zdobył gola), Marcin Ćwikła, Maciej Mermer, Michał Radwański, Marek Strzyżowski (pięciu ostatnich – reprezentanci Polski), Robert Brejta, Dariusz Brejta, Grzegorz Brejta, Wojciech Zubik, Maciej Radwański.
Turnieje rangi mistrzostw Europy i świata
Wychowankowie sanockiego klubu uczestniczyli w turniejach rangi reprezentacyjnej, w tym juniorskich i seniorskich mistrzostwach świata:
| Reprezentacja Polski do lat 18 – mistrzostwa Europy juniorów do lat 18 - 1991: Marcin Ćwikła - 1993: Sebastian Pajerski - 1994: Sebastian Pajerski, Tomasz Rysz - 1996: Maciej Mermer - 1997: Michał Radwański - 1998: Michał Radwański, Krzysztof Ząbkiewicz Reprezentacja Polski do lat 18 – mistrzostwa świata juniorów do lat 18 - 1999: Andrzej Maślak - 2001: Robert Kostecki - 2002: Artur Dżoń, Łukasz Janiec, Jarosław Grzesik, Maciej Piecuch - 2004: Piotr Poziomkowski - 2005: Marcin Biały, Adrian Maciejko, Kamil Smyczyński - 2006: Marcin Biały - 2007: Marek Strzyżowski - 2011: Mateusz Skrabalak - 2012: Radosław Mielniczek - 2013: Maciej Bielec, Piotr Naparło, Radosław Sawicki - 2014: Bartosz Hućko, Piotr Naparło - 2016: Maksymilian Bednarz, Tomasz Skokan - 2018: Maciej Witan - 2019: Karol Biłas, Szymon Dobosz, Bartosz Florczak, Tymoteusz Glazer, Maciej Witan - 2022: Paweł Pisula, Michał Starościak |  | Reprezentacja Polski do lat 20 – mistrzostwa świata juniorów do lat 20 - 1989: Tomasz Demkowicz - 1992: Marcin Ćwikła - 1994: Tomasz Rysz - 1995: Sebastian Pajerski, Tomasz Rysz - 1997: Sebastian Pajerski, Maciej Radwański - 1998: Maciej Mermer, Michał Radwański - 1999: Michał Radwański - 2000: Andrzej Maślak, Michał Radwański - 2001: Andrzej Maślak - 2003: Łukasz Janiec, Maciej Piecuch - 2004: Artur Dżoń - 2006: Adrian Maciejko, Piotr Poziomkowski - 2007: Marcin Biały, Adrian Maciejko, Kamil Smyczyński - 2008: Marcin Biały - 2012: Mateusz Skrabalak - 2013: Mateusz Skrabalak - 2014: Maciej Bielec, Radosław Sawicki - 2015: Radosław Sawicki - 2016: Tomasz Skokan - 2017: Tomasz Skokan - 2018: Tomasz Skokan - 2020: Karol Biłas, Konrad Filipek, Maciej Witan - 2021: Karol Biłas, Szymon Dobosz, Bartosz Florczak - 2022: Karol Biłas, Szymon Dobosz - 2023: Filip Sienkiewicz, Marlon Wróbel |

| Reprezentacja Polski akademicka – Zimowa Uniwersjada - 1993: Tomasz Demkowicz, Dariusz Oberc, Wojciech Zubik - 1997: Tomasz Rysz - 2001: Maciej Mermer, Wojciech Milan, Krzysztof Pomykała, Maciej Radwański |  | - Reprezentacja Polski seniorów – mistrzostwa świata - 1996: Sebastian Pajerski - 1998: Tomasz Demkowicz - 1999: Sebastian Pajerski - 2001: Tomasz Demkowicz - 2002: Tomasz Demkowicz - 2004: Michał Radwański - 2013: Marek Strzyżowski - 2014: Marek Strzyżowski - 2022: Jakub Bukowski |

Polacy z innych klubów
Tadeusz Garb, Franciszek Pajerski, Marian Guzy, Tomasz Jękner, Władysław Balakowicz, Grzegorz Lowas, Andrzej Truty, Piotr Baryła, Zygmunt Wójcik. Pozostali to reprezentanci Polski: Marek Cholewa (trzykrotny olimpijczyk), Jerzy Sobera (olimpijczyk), Krzysztof Zioła, Artur Gomółka, Janusz Syposz, Tomasz Wawrzkiewicz, Sławomir Kiedewicz, Adam Fraszko, Robert Fraszko, Krzysztof Secemski, Krzysztof Zborowski, Piotr Gil, Filip Drzewiecki, Krystian Dziubiński, Tomasz Malasiński, Krzysztof Zapała, Przemysław Odrobny, Paweł Dronia, Marcin Kolusz (pierwszy polski zawodnik w historii klubu wybrany wcześniej w drafcie NHL), Sławomir Krzak, Wojtek Wolski (jeden z nielicznych Polaków w lidze NHL, zaangażowany w 2012 podczas lokautu w sezonie NHL 2012/2013), Zenon Konopka.
Obcokrajowcy
- Leonid Fatikow, Alaksandr Szumidub (obaj reprezentanci Białorusi, olimpijczycy), Uładzimir Swita, Alaksiej Szczabłanau, Juryj Fajkou, Andrej Kudzin, Andriej Koszkin (reprezentanci Białorusi), Juryj Czuch.
- Władimir Mielenczuk, Walerij Usolcew, Wiktor Bielakow, Aleksandr Nikołajew, Walerij Gudożnikow, Ilja Policynski, Michaił Biełobragin, Andriej Dołgow, Siergiej Szywrin, Igor Mozgalow, Andriej Aprin, Wadim Popow, Siergiej Poliszczuk (pierwszy zawodnik w historii klubu wybrany wcześniej w drafcie NHL), Anton Klemientjew, Maksim Kartoszkin, Aleksandr Mokszancew.
- Siergiej Antipow, Andriej Pruczkowski, Wiaczesław Triasunow (reprezentanci Kazachstanu).
- Rostysław Sahło, Kostiantyn Riabenko (reprezentant Ukrainy), Ołeksandr Panczenko, Mykoła Worosznow, Władysław Łysenko, Wsewołod Tołstuszko.
- Tibor Haviar, Branislav Stolárik, Luboš Zetík, Miroslav Zaťko, Roman Mucha, Lukáš Novák, Miroslav Kľuch, Vladislav Baláž, Viliam Čacho, Martin Ivičič, Peter Bartoš (pierwszy zawodnik w historii klubu występujący w lidze NHL), Vladimír Urban, Stanislav Hudec (siedmiu ostatnich – reprezentanci Słowacji).
- Kaupo Kaljuste, Dmitri Suur (obaj reprezentanci Estonii).
- Martin Vozdecký, Petr Šinágl (obaj reprezentanci Czech w hokeju na rolkach), Lubomír Korhoň (reprezentant Czech), Ivo Kotaška, Pavel Mojžíš, Josef Vítek, Petr Haluza, Vojtěch Kloz, Martin Richter (reprezentant Czech, pierwszy w historii klubu zawodnik, który zdobył mistrzostwo świata), David Turoň, Lukáš Endál, Patrik Spěšný.
- John Murray, Michael Cichy, Jared Brown.
- Jeff Terminesi, Justin Chwedoruk, Samson Mahbod, Mike Bayrack, Mike Danton, Justin DaCosta, Jordan Knox, Bryan Pitton, Jordan Pietrus, Matt Williams, Benjamin Breault, Jason Missiaen, Sam Roberts (reprezentant Kanady), Bryan Cameron, Alexander Szczechura.
- Jakob Milovanovič (reprezentant Słowenii).
- Anthony Aquino (reprezentant Włoch).
- Nicolas Besch (reprezentant Francji).
- Joni Puurula, Joni Tuominen, Jere Ölander, Toni Dahlman, Tony Vidgren, Eetu Elo, Jesperi Viikilä, Riku Sihvonen, Sami Jekunen, Jere Karlsson, Julius Marva, Eemeli Piippo, Aleksi Hämäläinen, Toni Henttonen, Timo Hiltunen, Sami Tamminen, Dominik Salama, Kalle Valtola, Timi Lahtinen, Ville Heikkinen, Niko Ahoniemi, Juho Mäkelä.
- Kriss Lipsbergs, Artūrs Salija (obaj prezentanci Łotwy).
- Zsolt Azari (reprezentant Węgier).
- Sebastian Harila, Johan Höglund, Elliot Lorraine, Johan Lorraine.

### Kadra w sezonie2024/2025
Na podstawie materiału źródłowego:
| Bramkarze: - Alex Horawski - Filip Świderski - Franciszek Źrebiec Obrońcy: - Karol Biłas – kapitan - Bartosz Florczak - Domenic Gurshman - Filip Hrůzek - Dawid Musioł - Kacper Niemczyk - Kacper Rocki |  | Napastnicy: - Herman Bryzgałow - Jakub Bukowski - Krzysztof Bukowski - Maciej Czopor - Szymon Dobosz - Marcin Dulęba - Konrad Filipek - Szymon Fus - Damian Ginda - Mateusz Koczera - Mychajło Kowalczuk - Jakub Mazur - Jakub Musioł - Filip Sienkiewicz - Pratt Stetson - Marek Strzyżowski |

## Inne sekcje
- W pierwszej połowie lat. 90 w ramach klubu STS powstała sekcja dyscypliny short track (w tym czasie zawodniczka klubu zdobyła brązowy medal mistrzostwo Polski juniorów[80]; trenerem i kierownikiem sekcji był panczenista, Jan Mazur[391], innym szkoleniowcem Roman Pawłowski[392]). Podczas Otwartych Mistrzostw Polski w 1997 sztafeta żeńska (Renata Cybuch, Małgorzata Och, Anna Nawrocka i Agnieszka Galant) zdobyła srebrny medal na dystansie 3000 m, a Renata Cybuch zdobyła brązowy medal w biegu na 500 m[393].
- Od początku 2005 trwały treningi drużyny żeńskiej przy KH Sanok, które prowadził Arkadiusz Burnat[394]. W maju 2012 powstała sekcja żeńska klubu[395], która po roku przygotowań przystąpiła do rozgrywek Polskiej Ligi Hokeja Kobiet w sezonie 2013/2014.

## Link zewnętrzny
- Oficjalna strona internetowa